# درد مزمن
درد مزمن یا سندرم درد مزمن (به انگلیسی: Chronic pain) نوعی از انواع درد است که با عناوین دیگری از قبیل درد سوزشی تدریجی، درد مبهم، درد ضربان دار و درد تهوع‌آور نیز شناخته می‌شود. این نوع درد، گاهی با درد حاد اشتباه گرفته می‌شود و می‌تواند از سه ماه تا چندین سال ادامه داشته باشد؛ راهنماهای مختلف تشخیص بیماری‌ها مانند DSM-5 و ICD-11 تعریف‌های متعددی از درد مزمن پیشنهاد کرده‌اند، اما تعریف پذیرفته شده که بدون برههٔ زمانی مطرح می‌شود: «دردی است که بیش از دورهٔ موردِ انتظارِ بهبودش طول بکشد.»
ایجاد سازوکار درد، از آسیب‌های احتمالی به بدن جلوگیری می‌کند اما درد مزمن، دردی بدون ارزش بیولوژیکی است (تأثیر مثبتی به همراه ندارد). این درد تقسیم‌بندی‌های مختلفی دارد؛ سرطانی، پس از سانحه یا عمل، اسکلتی-عضلانی و احشایی مهم‌ترین این تقسیم‌بندی‌ها هستند. عوامل مختلفی باعث شکل‌گیری درد مزمن می‌شود که می‌تواند نوروژنیک (وابسته به ژن)، نوسیسپتیو، نوروپاتیک، روانی یا ناشناخته باشند. برخی از بیماری‌ها مانند دیابت (قند خون بالا)، شینگل (برخی از بیماری‌های ویروسی)، درد اندام خیالی، هایپرتونی و سکته مغزی نیز در شکل‌گیری درد مزمن نقش دارند. شایع‌ترین انواع درد مزمن، درد پشت، سردرد شدید، درد میگرنی و درد صورت هستند.
درد مزمن می‌تواند اثرات بسیار شدید روانی و جسمانی ایجاد کند که گاهی تا پایان عمر نیز ادامه می‌یابد. تحلیل قشر خاکستری مغز (آسیب به نورون‌های مغزی)، بی خوابی و کم خوابی، مشکلات متابولیکی، استرس مزمن، چاقی و سکته قلبی نمونه‌هایی از آثار جسمانی و افسردگی، اختلالات شناختی، ادراک بی‌عدالتی، درد فاجعه بار و روان رنجوری نمونه‌هایی از آثار روانی (سایکولوژیک) آن هستند.
طیف گسترده از انواع درمان‌ها برای این بیماری انجام می‌گیرد؛ دارو درمانی (انواع داروهای اِپیوئیدی و غیر اپیوئیدی)، رفتار درمانی و فیزیوتراپی شاخص‌ترین آن‌ها هستند. داروها معمولاً با عوارض جانبی همراه بوده و هنگام تشدید اثرات درد، تجویز می‌شوند. مواردی مانند آسپرین و ایبوپروفن برای دردهای خفیف تر و مورفین و کدئین برای دردهای شدید مورد استفاده قرار می‌گیرند. روش‌های درمانی دیگر مانند درمان رفتاری-شناختی و فیزیوتراپی به دلیل پایین بودن میزان اثر بخشی، اغلب به صورت مکمل، همراه با داروها استفاده می‌شوند. در حال حاضر برای هیچ‌کدام از این روش‌ها، بهبودی قطعی وجود ندارد و تحقیقات بر روی طیف گسترده‌ای از انواع فعالیت‌های مدیریتی و درمانی جدید، مانند بلاک‌های نورولپتیک و پرتودرمانی ادامه دارد.
درد مزمن نوعی بیماری تلقی می‌شود، این نوع درد بیشتر از دیابت، سرطان و بیماری‌های قلبی مردم جهان را تحت تأثیر قرار داده‌است. طی مطالعات همه گیر و متعددی که در کشورهای مختلف صورت گرفته‌است، تفاوت‌های گسترده در نرخ شیوع دردهای مزمن از ۸٪ تا ۵۵٫۲٪ در کشورها گزارش داده شده‌است؛ برای مثال، بررسی‌ها رخ ابتلا در ایران و کانادا را بین ۱۰٪ تا ۲۰٪ و در ایالات متحده ۳۰٪ تا ۴۰٪ ارزیابی می‌کنند. نتایج نشان می‌دهد به‌طور متوسط ۸٪ تا ۱۱٫۲٪ از افراد در کشورهای مختلف دارای درد مزمن شدید هستند و همه‌گیری آن در کشورهای صنعتی بالاتر از دیگر کشورها است. طی برآوردهای سازمان پزشکی آمریکا هزینه‌های مرتبط با این بیماری در این کشور حدود ۵۶۰ تا ۶۳۵ میلیارد دلار است.

## طبقه‌بندی
انجمن بین‌المللی مطالعات درد (IASP) درد مزمن را به صورت کلی دردی بدون ارزش بیولوژیکی تعریف می‌کند که گاهی حتی پس از بهبود ناحیهٔ آسیب دیده ادامه پیدا می‌کند؛ گونه‌ای از درد که نمی‌تواند زیر مجموعهٔ درد حاد قرار بگیرد و بیشتر از حد مورد انتظار، بهبودش به طول بکشد یا به‌طور معمول، دردی که در اکثر روزها یا به صورت روزانه در ۶ ماه گذشته تجربه شده‌است، درد مزمن در نظر گرفته می‌شود. بر اساس شاخص DSM-5 یک اختلال، زمانی مزمن است که عارضهٔ به وجود آمده (درد، اختلال و بیماری) دوره‌ای بیشتر از شش ماه را گذرانده باشد، این نوع از طبقه‌بندی فاقد هر گونه پیش‌نیازی مانند آسیب جسمانی یا روانی حاصل شده از عارضه یا شدت آن، بیان می‌گردد. طبقه‌بندی درد مزمن تنها محدود به دردهایی که در حضور آسیب بافتی واقعی پدید می‌آیند نیست (دردهای ثانویه و ناشی از یک رخداد اولیه) و عنوانِ «درد نوسی‌پلاستیک» یا درد اولیه مربوط به دردهایی بوده که در غیاب یک تهدید سلامتی مانند بیماری یا آسیب سامانه حسی-پیکری و در نتیجه تحریک دائمی عصب ایجاد می‌شوند.
طبقه‌بندی بین‌المللی آماری بیماری‌ها، در یازدهمین ویرایش خود (ICD-11) طبقه‌بندی هفت دسته‌ای را برای درد مزمن پیشنهاد کرد:
1. درد مزمن اولیه: با ۳ ماه درد مداوم در یک یا چند ناحیه از بدن تعریف می‌شود که منشأ آن قابل درک نیست.
2. درد مزمن سرطانی: درد در یکی از اندام‌های بدن ناشی از آسیب سرطانی (در اندام‌های داخلی، استخوانی یا اسکلتی-عضلانی) شکل گرفته باشد.
3. درد مزمن پس از سانحه یا عمل: درد ۳ ماه پس از جراحت یا عمل جراحی، بدون احتساب شرایط عفونی و شدت آسیب بافتی شکل گرفته باشد، همچنین ابتلای فرد در گذشته به درد نیز در این طبقه‌بندی اهمیتی ندارد.
4. درد مزمن نوروپاتیک: درد ناشی از آسیب به سیستم عصبی حرکتی-حسی است.
5. سردرد مزمن و درد دهان و صورت: دردی که از سر یا صورت سرچشمه می‌گیرد و به مدت ۵۰ ماه یا بیشتر به طول بینجامد.
6. درد مزمن احشایی: دردی ناشی از آسیب به یکی از اندام‌های داخلی است.
7. درد مزمن اسکلتی-عضلانی: درد، از آسیب به بخشی از بافت‌های استخوانی، ماهیچه‌ای، مفاصل، رباط‌ها یا تاندون‌های بدن شکل گرفته باشد.

همچنین سازمان بهداشت جهانی (WHO) عنوان می‌کند که می‌توان در طبقه‌بندی درد مزمن از معیارها یا کدها مشخص‌کنندهٔ اختیاری برای هر یک از هفت دسته درد مزمن (برای مثال درد نوروپاتیکِ دیابتی) استفاده کرد.
تقسیم‌بندی دیگر که برای درد مزمن ارائه می‌شود، دو نوع «درد زا» (ناشی از بافت ملتهب یا آسیب دیده که حسگرهای درد ویژه‌ای به نام نوسیسپتورها را فعال می‌کند) و «نوروپاتیک» (ناشی از آسیب یا نقص سیستم عصبی) است. نوع «درد زا» خود به دو بخش «سطحی» و «عمیق» تقسیم و در این بین، دردهای عمیق خود نیز به دو بخش «عمیق جسمانی» و «عمیق احشایی» و دردهای «نوروپاتیک» نیز به «محیطی» (منشأ سیستم عصبی محیطی) و «مرکزی» (منشأ مغز یا نخاع) تقسیم‌بندی می‌شوند.
«درد سطحی» حاصل فعال شدن گیرنده‌های درد در پوست یا بافت‌های سطحی است؛ «درد عمیق جسمانی» با تحریک گیرنده‌های درد در رباط‌ها، تاندون‌ها، استخوان‌ها، رگ‌های خونی، فاسیا و ماهیچه‌ها ایجاد می‌شود. (این نوع درد، مداوم اما ضعیف است) و «درد عمیق احشایی» دردی به‌شمار می‌رود که از یکی از اندام‌های بدن سرچشمه می‌گیرد. مکان‌یابی دردهای عمیق اغلب بسیار دشوار است و در چندین ناحیه از بدن هنگام آسیب یا التهاب، ایجاد می‌شود. در نوع «عمیق احشایی» احساس درد، در مکانی دور از محل آسیب قرار دارد، به همین علت آن را گونه‌ای از دردهای مبهم نیز می‌دانند.

## سبب‌شناسی
درد مزمن دلایل پاتوفیزیولوژیک و محیطی بسیاری دارد. درد مزمن می‌تواند در مواردی همچون نوروپاتیِ دستگاه عصبی مرکزی، پس از خونریزی مغزی، صدمات بافتی مانند سوختگی گسترده، التهاب، اختلالات خودایمنی مانند آرتریت روماتوئید، فشارهای روانی مانند سردرد، میگرن یا درد شکم ناشی از عوامل عاطفی، روانی یا رفتاری و درد مکانیکی ناشی از فرسودگی بافتی مانند آرتروز باشد.

### سازکار شکل‌گیری درد

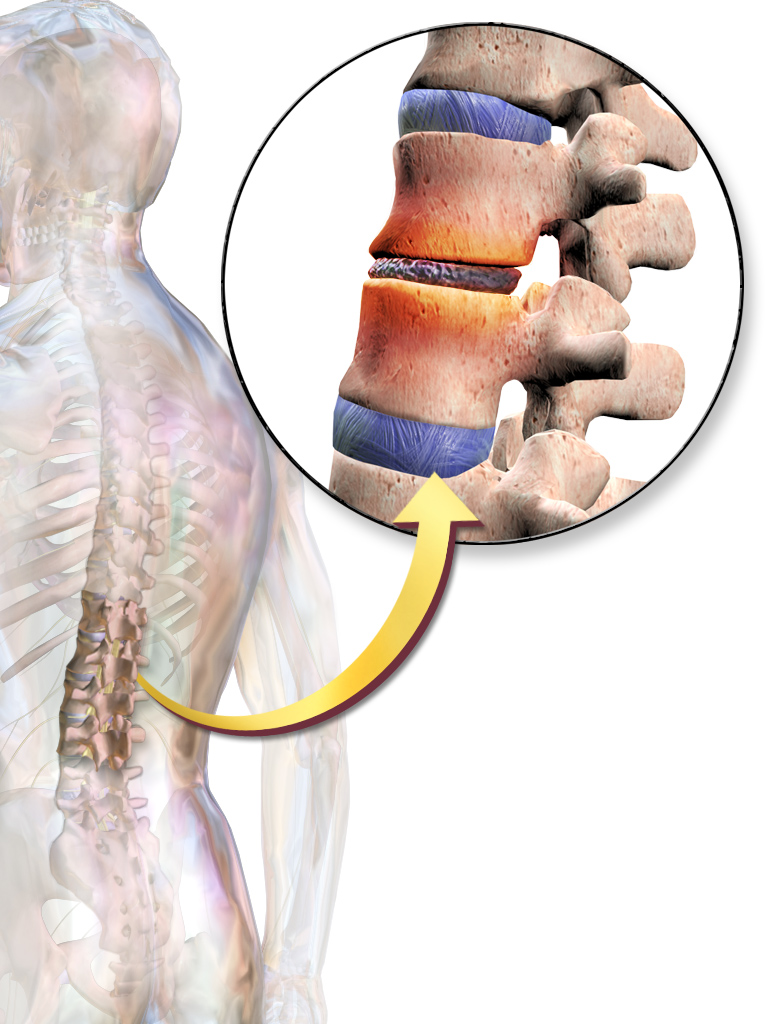
نمونه ای از شکل‌گیری درد، فشار مداوم بر روی ستون فقرات می‌تواند عصب سیاتیک کمری را، به صورت فعال، به تولید درد وا بدارد.

سازوکار فعال سازی مداوم و انقال پیام‌های درد به عصب پشتیِ نخاع، بدن را به فعالیتی برای تسکین درد هدایت می‌کند(سازوکار جلوگیری از آسیب در بدن)، این عمل باعث ترشح پروستاگلاندین شده و تغییراتی ایجاد می‌کند تا آستانه انتقال پیام‌های درد کاهش (با کوچک‌ترین محرک، عصب درد تحریک شود) و حساسیت آن قسمت به تحریک اعصاب درد افزایش یابد؛ ترشح این ماده ایجاد کننده دردهای غیرقابل تحمل و مزمن است. علاوه بر موارد ذکر شده تحریک مداوم درد، اعصاب غیر تحریک شده را نیز به ایجاد پیام‌های درد وامی‌دارد. محققان بر این باورند که رشته‌های عصبی که این نوع درد را ایجاد می‌کنند، رشته‌های عصبی گروه C هستند؛ این فیبرها میلینه نیستند (سرعت انتقال کمی دارند) و دردهای بلند مدت را ایجاد می‌کنند.
این تغییرات ساختار عصبی را می‌توان با پلاستیسیته عصبی توضیح داد. در مورد درد مزمن، آرایش سوماتوتوپیک (نمای پراکندگی سلول‌های عصبی) بدن به دنبال ایجاد حساسیت محیطی و مرکزی به‌طور نامتناسبی سازماندهی شده و می‌تواند آلودینیا یا هایپرآلژزی اعصاب درد را به همراه داشته باشد. نوار مغزیِ افراد مبتلا به درد مزمن نشان داد که فعالیت مغزی و انعطاف‌پذیری سیناپسی، در نتیجه درد تغییر می‌کند و به‌طور خاص، فعالیت نسبی موج بتا افزایش و موج آلفا و تتا کاهش می‌یابند.
مدیریت ناکارآمد دوپامین در مغز می‌تواند به عنوان یک مکانیسم مشترک بین درد مزمن، بی خوابی و اختلال افسردگی اساسی عمل کند و عوارض ناخوشایند آن را ایجاد کند. آستروسیت‌ها، میکروگلیاها و سلول‌های گلیالِ ماهواره‌ای نیز در درد مزمن کارایی مؤثر خود را از دست می‌دهند. افزایش فعالیت میکروگلیاها، تغییر شبکه‌های میکروگلیا و افزایش تولید کیموکین‌ها و سایتوکین‌ها توسط میکروگلیا ممکن است درد مزمن را تشدید کند. همچنین مشاهده شده‌است، آستروسیت‌ها توانایی خود را برای تنظیم تحریک پذیری نورون‌ها از دست داده و باعث افزایش فعالیت خود به خودی عصبی در مدارات درد می‌شوند.

### قند خون بالا و دیابت
بیماران دیابتی ممکن است دچار طیف گسترده‌ای از اختلالات چندگانه عصبی شوند که می‌تواند اعصاب مختلف حسی و حرکتی را درگیر کند. این عارضه معمولاً طی ۱۰ سال از بروز بیماری در ۴۰ تا ۵۰ درصد از دیابتی‌ها مشاهده می‌شود. افراد مبتلا شده به دیابت نوع ۱، تا پنج سال پس از بروز بیماری ممکن است دچار نوروپاتی عصبی نشوند اما در دیابت نوع ۲ ممکن است این عوارض از همان ابتدا وجود داشته باشند. فاکتورهای خطری که ریسک بروز نوروپاتی را در دیابتی‌ها افزایش می‌دهند عبارتند از: افزایش میزان قند خون، افزایش تری‌گلیسیرید خون، شاخص توده بدنی بالا، مصرف سیگار و فشار خون بالا.

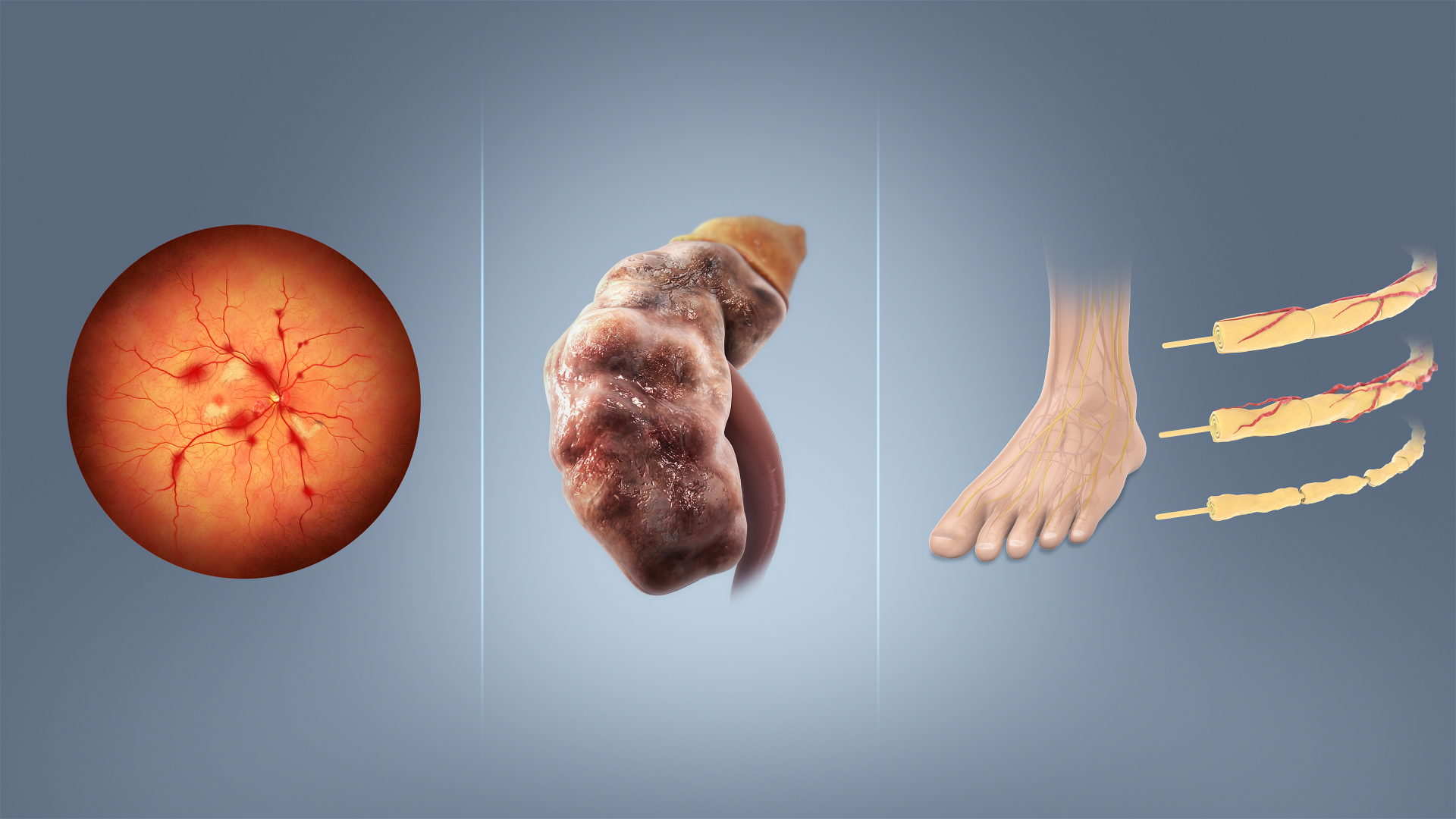
مناطقی که نوروپاتی دیابتی ایجاد می‌شود.

زخم پای دیابتی نیز تا حدود زیادی وابسته به نقص حسی ناشی از نوروپاتی دیابتی است که خود عارضهٔ جدیی بوده و می‌تواند منجر به قطع عضو شود. از مشکلات دیگر در نوروپاتی دیابتی دردهای نوروپاتیک مزمن است که ناشی از اختلال در اعصاب سمپاتیک بوده و می‌تواند مشکلات بسیاری برای بیمار و درمانگر ایجاد کند که شامل انواع پلی نوروپاتی یا مونونوروپاتی می‌شود. از پلی نوروپاتی‌ها می‌توان به پلی نوروپاتی دیستال متقارن و پلی رادیکولوپاتی اشاره کرد. تشخیص زودرس نوروپاتی اهمیت زیادی در پیشگیری از عارضه‌های آن دارد و به‌طور معمول این نوع اختلال دیابتی می‌تواند با درد مزمن شدید همراه باشد.
دیابت می‌تواند باعث نابینایی و درد چشم نیز شود؛ شایعترین علت موارد جدید نابینایی در افراد مسن، رتینوپاتی دیابتی است. کاهش بینایی با عوارض دیگری شامل زمین‌خوردن، شکستگی استخوان ران و افزایش چهار برابری مرگ و میر همراه است. به‌طور کلی رتینوپاتی دیابتی به سه شکل دیده می‌شود:
1. اِدِم ماکولا[د] (نشت عروقی منتشر یا موضعی در ماکولا)
2. تجمع پیشرونده عروقی (میکروآنوریسم، خونریزی‌های داخل شبکیه، خمیدگی عروقی، مالفورماسیونهای عروقی (رتینوپاتی دیابتی غیر پرولیفراتیو[ذ]))
3. انسداد شریانی شبکیه و تاری دید (در مراحل بعد از خونریزی).

طیف گسترده‌ای از اختلالات همچون شکستگی ساختار اسکلتی در اثر قند خون بالا، خون ریزی‌های داخلی (در ریز عروق یا درشت عروق)، زخم‌های ایجاد شده در اثر تأثیر قند خون (زخم‌های دیابتی) و قطع عضو می‌توانند با تحریک سیستم عصبی محیطی و ارسال مکرر پیام‌های «وجود آسیب» در بخش‌های مختلف بدن، انواعی از دردهای مزمن همچون درد اولیه مزمن، درد مزمن احشایی و درد مزمن اسکلتی-عضلانی را پدیدآورند.

### درد اندام خیالی
درد اندام خیالی در رابطه با اندام یا عضوی که به‌طور فیزیکی «جزئی از بدن نیست»، تجربه می‌شود. درد خیالی می‌تواند نتیجهٔ قطع‌شدن عضو یا اختلال مادرزادی عصبی در اندام باشد. این اختلال در اکثر افراد مبتلا به قطع عضو به خصوص سربازان در بخشی از زندگی شان تجربه می‌شود.
دلیل اصلی شکل‌گیری درد خیالی در حال حاضر مشخص نیست اما تصور می‌شود، علت اصلی دردهای اندام خیالی، نوروماهایی است که در انتهای عصب مجروح، در محل بریده شده ایجاد می‌شوند. این نوروماها قادر به تولید غیرطبیعی پتانسیل عمل نیز هستند. اگرچه نوروماها می‌توانند در بروز دردهای خیالی نقش داشته باشند، اما حتی با استفاده از داروهای مسدود کنندهٔ هدایت در دستگاه عصبی محیطی، سازوکار شکل‌گیری درد همچنان مسدود نمی‌شود. تحریک فیزیکی نوروما می‌تواند فعالیت فیبر C را افزایش دهد، اما درد همچنان، بعد از توقف پتانسیل عمل ایجاد شده از نوروماها، نیز ادامه می‌یابد.
تحقیقات در جهت یافتن روش‌های درمان درد خیالی به‌طور فعالانه ادامه دارد. بیشتر روش‌های درمانی، مکانیسم‌های اصلی درد خیالی را درنظر نمی‌گیرند، بنابراین بی اثر هستند. اگرچه تعدادی از روش‌های درمانی درد را در برخی از بیماران کاهش می‌دهد، اما معمولاً میزان موفقیت این درمان‌ها کمتر از ۳۰٪ است. از نمونه درمان‌های نامتعارف می‌توان به آینه درمانی دارو درمانی و تحریک عمقی مغز اشاره کرد.

### سکته مغزی

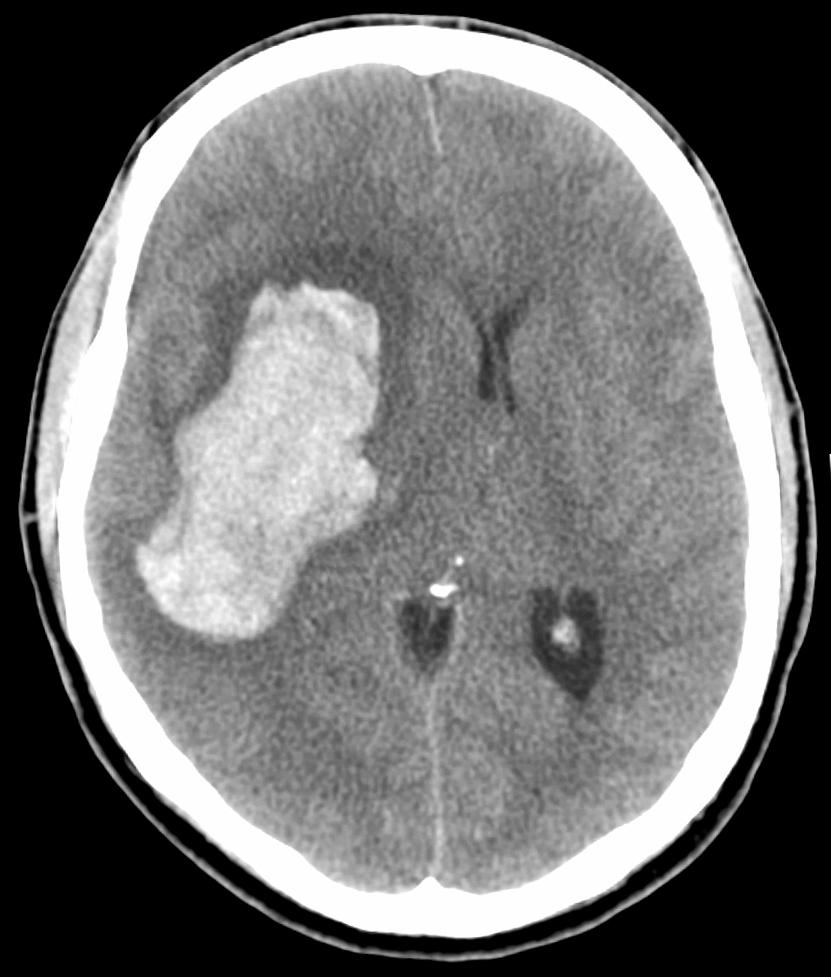
بخش سفید:سلول‌های مرده به دلیل قطع خون رسانی، ناشی از انسداد بخشی از رگ‌های داخل مغز

اثرات آسیب ناشی از مرگ و از بین رفتن سلول‌های مغزی می‌تواند بر دامنهٔ گسترده‌ای از تحولات و مکانیزم‌های میکروسکوپی و ماکروسکوپی بدن تأثیر به سزای بگذارد. یکی از شایع‌ترین تأثیرات، درد مزمن همراه با سکتهٔ مغزی است که از نوروپاتی‌ها و اختلالات عصبی ناشی می‌شود. دلایل مختلفی وجود دارد که فرد دچار به عارضهٔ سکته مغزی، از درد مزمن رنج ببرد:

#### اسپاسم و هایپرتونی
مرگ سلولی ایجاد شده در سکته مغزی می‌تواند در بخشی از مغز که مسئولیت انقباضات ماهیچه‌ای را بر عهده دارد ایجاد شود؛ این مسئله باعث انقباض طولانی مدت بخشی از ماهیچه‌های بدن شده و با ادامهٔ روند انقباضِ طولانی مدت، اسپاسم، هایپرتونی و درد عضلانی شکل می‌گیرد. نمونهٔ دیگر تأثیرات ماهیچه‌ای، می‌تواند انبساط دائمی و فلجی بخشی از بدن در نتیجهٔ از کار افتادگی فعالیت نورون‌های عصبی مربوط به آن بخش باشد، این اتفاق آنتروفی ماهیچه‌ای را ایجاد کرده و سفتی به وجود آمده در اثر این اختلال، دردهای مزمن اسکلتی-عضلانی را به وجود می‌آورد.

#### درد دستگاه عصبی مرکزی (CPSP)
حدود ۱۰ الی ۲۰ درصد از افرادی که سکته مغزی را تجربه می‌کنند، در نهایت دچار سر درد شدید می‌شوند. این سرد درد می‌تواند در نواحی مرکزی، سطحی و تالاموسی مغز شکل بگیرد (معمولاً بخشی از مغز تحت تأثیر قرار می‌گیرد). این درد به دلیل تأثیر آسیب‌های سلولی بر بخش پردازش کنندهٔ درد شکل می‌گیرد. درد ضربان دار، نورپاتیک مرکزی، سوزشی سر نام‌های دیگری است که به آن گفته می‌شود؛ مواردی مانند حرکت، حرارت و ضربه می‌تواند در تشدید آن مؤثر واقع گردد.

#### تورم اندام‌ها
یکی از دیگر اثرات سکتهٔ مغزی که می‌تواند به درد مزمن ختم شود، تورم بخش‌هایی از بدن مانند دست و پا است. این تورم‌ها اغلب ناشی از تجمع مایعات بدن مانند خون یا آب شکل می‌گیرد؛ تورم می‌تواند باعث دشواری حرکت در دست‌ها و پاها شده و کم حرکت دادن این اندام‌ها، خود نیز باعث تشدید تورم می‌شود. این چرخهٔ تشدید اختلال، به مرور زمان (در صورت عدم درمان) به درد، ضعف ماهیچه‌ای و چروکیدگی پوست می‌انجامد.

### ویروس‌ها

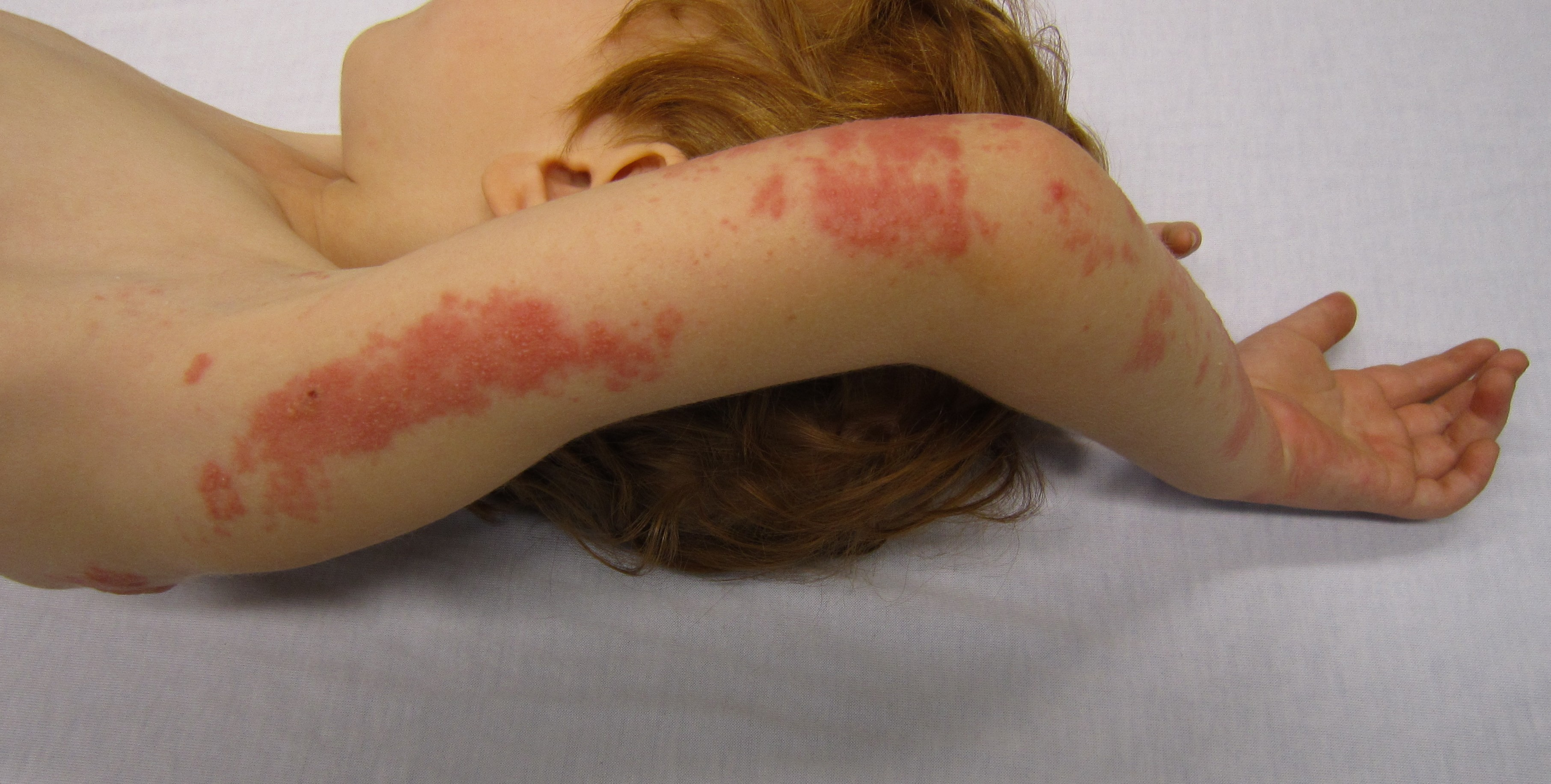
نمونه‌ای از بیماری زونا در کودکان

ویروس‌ها از عواملی هستند که با ایجاد بیماری و به هم زدن چرخهٔ طبیعی بدن، زمینهٔ بیماری‌های مزمن از جمله درد مزمن را فراهم می‌کنند. یکی از این نوع ویروس‌ها، ویروس واریسلا زوستر بوده که عامل شکل‌گیری بیماری شینگل(زونا) و آبله مرغان است. بیماری زونا اغلب اوقات در افراد بالای ۱۵ سال دیده می‌شود و ارتباط اساسی با میزان توانایی سیستم ایمنی در مبارزه با عوامل بیماری‌زا دارد. علایم اولیه این بیماری شامل سردرد تب، لرز خفیف، بدحالی و کسلی است؛ در مرحلهٔ دوم بیماری درد سوزشی و افزایش حساسیت پوستی ایجاد می‌شود، (می‌تواند شدید یا خفیف باشد) و در مرحله پایانی، نشانه‌هایی از التهاب پوستی به صورت نوارهای قرمز رنگ در بخش‌های مختلف بدن نمایان می‌شود.
برای درمان این ویروس، انواعی از داروها مانند داروهای استروئید و ضد ویروسی استفاده می‌شود. در ۳۳٪ از افراد، پس از بهبود و درمان زونا همچنان دردهای سوزشی و خارش‌های شدید در نواحی مختلف پوست احساس می‌شود و می‌تواند تبدیل به درد مزمن شود. این حالت به دلیل تشدید فاکتورهای تحریکی اعصاب (تحریک با کوچک‌ترین محرک محیطی) یا از عوامل ذهنی و روانی پس از بیماری صورت می‌گیرد.

## تشخیص
بررسی بالینی بیمار مهم‌ترین آزار تشخیصی در درد مزمن است. شرح حال و معاینه بالینی باید شامل زمان شروع درد، مکانیسم آسیب در صورت وجود، محل، دامنه، کیفیت و شدت درد، عوامل مؤثر در تسکین یا بدتر شدن، فراوانی درد و هر گونه درد ناگهانی باشد. مقیاس درجه‌بندی عددیِ شفاهی (VNRS) یا مقیاس عددی درد، یک معیار رایج برای تعیین شدت درد است که از ۰ تا ۱۰ شماره‌گذاری شده‌است؛ این ابزار معمولاً برای تعیین شدت درد استفاده می‌شود. علاوه بر این معاینات بالینیِ علائمِ مرتبط مانند اسپاسم یا درد عضلانی، تغییرات دما، محدودیت در دامنه حرکت، سفتی صبحگاهی، ضعف، تغییر در قدرت عضلانی، تغییر در احساس درد و تغییرات مو، پوست یا ناخن باید ارزیابی شوند. همچنین اهمیت تأثیر درد در عملکرد، روابط، افسردگی، خواب، ورزش، شغل و فعالیت‌های روزمره فرد، مانند لباس پوشیدن و حمام کردن و درک اینکه چگونه درد مزمن بر کیفیت زندگی بیمار تأثیر می‌گذارد برای تعیین شدت مداخلات درمانی، بسیار مهم است.
- ۰ تا ۱:بدون درد
- ۱ تا ۳:درد خفیف
- ۳ تا ۵:درد حاد
- ۷ تا ۹:درد مزمن
- ۹ تا ۱۰:درد مزمن ناتوان‌کننده یا شدید

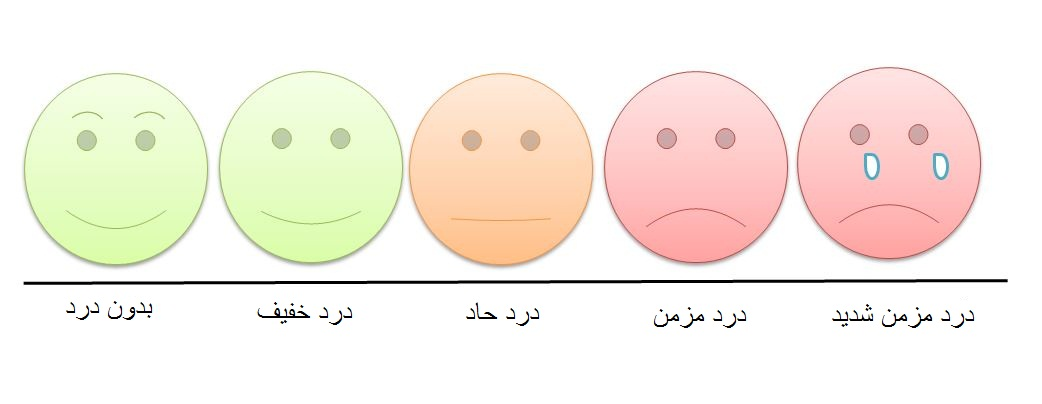
مقیاس درجه‌بندی عددی شفاهی (VNRS) از چپ به راست به صورت زیر است:

افراد مسن جمعیت خاصی هستند که بیشتر مبتلایان به درد مزمن را شامل می‌شوند. شرح علائم درد در این جمعیت می‌تواند دشوار باشد. شرح حال برای شناسایی و درمان درد ضروری است، در حالی که ناتوانی در توصیف یا انتقال درد منجر به درمان ناقص می‌شود. اغلب بیماران مسن درد را متفاوت از میانگین جمعیتی توصیف می‌کنند که سبب پیچیدگی در تشخیص می‌شوند.
فهرست اختصاری درد (BPI) می‌تواند باورهای بیماران را در مورد شدت و تأثیر درد بر زندگی آنها ارزیابی کند. به‌طور جداگانه، استفاده از پرسشنامه درد مک گیل (SF-MPQ-2) که شامل نقشه‌ای از بدن انسان برای تعیین محل درد و پرسشنامه‌ای دیگر که در مورد مصرف داروهای ضد درد، و تجربیات گذشته با درد است، می‌تواند به درک شرایط بیمار توسط پزشک کمک کند. دردهای نوروپاتیک نیز با استفاده از مقیاس درد نوروپاتیک (NPS) برای پیگیری پاسخ‌ها به درمان قابل ارزیابی است.
آزمایش خون و تصویربرداری استاندارد برای تشخیص درد مزمن کاربردی ندارد اما پزشک می‌تواند در صورت مشکوک شدن به دلایل خاص درد، مانند مشکلات فیزیوپاتولوژیک (مانند سرطان یا خودایمنی)، آن را تجویز کند. همچنین غربالگری همزمان افسردگی برای بیماران مبتلا به درد مزمن توصیه می‌شود. پرسشنامه شخصیتی چند محوری مینه سوتا (MMPI-2) یا مقیاس افسردگی بِک رایج‌ترین ابزارهای مورد استفاده برای ارزیابی علائم بیماری هستند که MMPI-2 بیشتر برای بیماران مبتلا به درد مزمن استفاده شده‌است.

### تشخیص افتراقی
اکثر مبتلایان به درد مزمن از بیش از یک نوع درد شکایت دارند. برای مثال، بیماران مبتلا به کمردرد مزمن ممکن است فیبرومیالژیا نیز داشته باشد. همچنین درصد قابل توجهی از بیماران درد مزمن اختلال افسردگی اساسی یا اختلال اضطراب فراگیر و در یک تخمین کلی بیش از ۶۷ درصد از بیماران مبتلا به درد مزمن از یک اختلال روانی همراه را تجربه می‌کنند. درد در بیشتر موارد یک علامت یا نشانه از یک بیماری دیگر است. تشخیص افتراقی برای درد مزمنِ فرد بر اساس ارزیابی علل زمینه‌ای احتمالی درد بیمار و تعیین اینکه چه آسیب‌ها یا فرآیندهای بیماری‌زا مسئول درد بیمار هستند، ضروری بوده و می‌تواند نوع مداخله درمانی را مشخص کند. برای مثال، تعیین اینکه آیا درد نوروپاتیکِ بیمار محیطی است یا مرکزی، یا درد شدید زانو اولیه بوده یا مربوط به شرایط متفاوتی مانند آرتریت روماتوئید، عفونت، نقرس، نقرس کاذب یا آسیب منیسک است اهمیت بسیاری دارد. تشخیص افتراقی درمان، مدیریت و پیش‌آگهی‌های بیماری بسیار متفاوتی را مطرح می‌کند و شرایط همبود بر کیفیت زندگی تأثیر گذار است.
تشخیص افتراقی برای درد مزمن شامل آلودینیا و بیماران مبتلا به اختلال افسردگی اساسی و همچنین سایر اختلالات روانی یا خواب از جمله بی خوابی است. علاوه بر این هنگام گسترده و فراگیر بودن درد بیماری‌های خودایمنی مانند لوپوس یا آرتریت پسوریاتیک، فیبرومیالژیا و سندرم‌های درد دستگاه عصبی مرکزی در نظر گرفته می‌شوند. درد مزمن اغلب نشانه یک یا اختلال است و با پایدار شدن و تغییر نوروشیمی (عملکرد شیمیایی نرورونی) آن در بدن می‌تواند به تشخیصش از درد حاد کمک کند.

## آسیب‌شناسی
بررسی‌های به دست آمده بر طیف گسترده‌ای از بیماری‌های مزمن (اعم از درد مزمن، ایدز، ام اس و …) نشان می‌دهد، شباهت‌های بسیاری در موارد روانی و سایکولوژیک وجود دارد، در حالی که مشکلات جسمانی و آناتومیک در هر کدام از بیماری‌ها وابسته به محل رخ داد متفاوت بوده‌است؛ در غالب موارد نیز درمان، وابسته به ارزشیابی روانی در طیف یکسانی از دارو درمانی و رفتار درمانی قرار گرفته‌است.
| نام عارضه          | دسته‌بندی   | اختلال ایجاد کننده                                   | روش درمانی رایج                                   |
| ------------------ | ---------- | ---------------------------------------------------- | ------------------------------------------------- |
| استرس مزمن         | آناتومیک   | مشکلات قلبی و تنفسی، انواع سرطان و گرفتگی رگ ها      | دارو درمانی (بوسپیرون) و درمان رفتار-شناختی       |
| کم خوابی و بی‌خوابی | آناتومیک   | خستگی، سردرد، خواب آلودگی و مشکلات متابولیکی         | دارو درمانی (ملاتونین) و رفتار درمانی بی‌خوابی     |
| آسیب قشر خاکستری   | آناتومیک   | کاهش قدرت تفکر، هماهنگی عضلات، حافظه و ادراک         | دارو درمانی (گالانتامین، دونپزیل) و فیزیوتراپی    |
| افسردگی            | سایکولوژیک | کج‌خلقی، عدم اشتها، بی‌خوابی و افکار خودکشی            | دارو درمانی (ترازودون، ونلافاکسین) و رفتاردرمانی  |
| روان‌رنجوری         | سایکولوژیک | افسردگی، استرس مزمن، وسواس و اختلالات شخصیتی         | دارو درمانی (کلومیپرامین، مدافینیل) و اصلاح رفتار |
| تصور بی‌عدالتی      | سایکولوژیک | افسردگی، کج‌خلقی، روان رنجوری، افکار خودکشی           | واقعیت درمانی و درمان رفتاری-شناختی               |
| اختلالات شناختی    | سایکولوژیک | اختلال یادگیری، تصمیم‌گیری و تمرکز، فراموشی و دلیریوم | دارو درمانی (بنزودیازپین) و درمان رفتار-شناختی    |

### آناتومیک

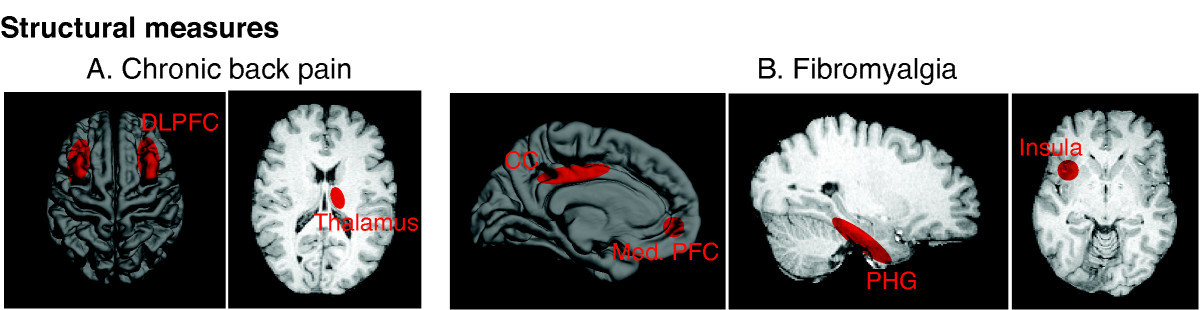
نتایج به دست آمده از ام ار ای مبتلایان به درد مزمن؛ تغییرات کلی و اساسی در بخش‌های مختلف مغز را نشان می‌دهد.

درد مزمن به دلایل مختلفی به عنوان بیماری شناخته می‌شود و بر ساختار و عملکرد مغز تأثیر می‌گذارد. مطالعات MRI، ارتباط آناتومیکی و عملکردی غیرطبیعی را نشان داده‌است که حتی در زمان استراحت، مناطق مربوط به پردازش درد را فعال نگه می‌دارد. همچنین درد مداوم باعث تحلیل و از بین رفتن ماده خاکستری مغز می‌شود که پس از برطرف شدن درد، قابل بازگشت است. بر طرف کردن یا کم کردن دردهای مزمن به محض ایجاد آن بسیار مشکل است. در برخی موارد، درد مزمن می‌تواند ناشی از عوامل ژنتیکی باشد که در تمایز عصبی اختلال ایجاد می‌کند و منجر به کاهش دائمی آستانه درد می‌شود. اغلب افرادی که دارای درد مزمن هستند اختلال خواب و بی خوابی ناشی از داروها و علائم بیماری را تجربه می‌کنند. در این شرایط، نیاز بالای بیمار به داروها برای تسکین درد، سبب می‌شود که بیمار نتواند اختلالات خواب ناشی از مصرف دارو را بر طرف کند؛ با افزایش مدت زمان بیداری مشکلات جسمانی و متابولیکی ایجاد می‌شود که خود پیامدهای ناگواری برای بدن ایجاد می‌کند. همچنین فرد با محدودیت در تحرک، انجام عملکرد روزانه و کیفیت زندگی پایین روبه رو است.
درد مزمن با طول بیش از ده سال می‌تواند باعث افزایش احتمال مرگ در مواردی مانند بیماری‌های قلبی و تنفسی شود. چندین علت برای افزایش احتمال خطر مرگ مطرح شده‌است، یکی از این موارد افزایش غیرطبیعی استرس و پیامدهای آن در اثر تغییر در سیستم غدد درون ریز مترشح کورتیزول است. در طی شکل‌گیری استرس مزمن، خطر ابتلا به بیماری‌های قلبی (قلب و عروق)، ریوی و سرطان بالا می‌رود؛ متخصصان دریافتند که چگونه استرس می‌تواند با ایجاد پلاک، به سرعت مسیر سرخرگ‌ها را مسدود کند. با این حال، تحقیقات بیشتری برای روشن شدن رابطه بین درد شدید مزمن، استرس و سلامت قلب و عروق در جریان است. علاوه بر موارد عنوان شده، بررسی سیستماتیک اخیر نشان داده‌است که درد مزمن می‌تواند خطر تصادف و مرگ را در میان رانندگان افزایش دهد.

### سایکولوژیک

#### فرایندهای کلی روانی

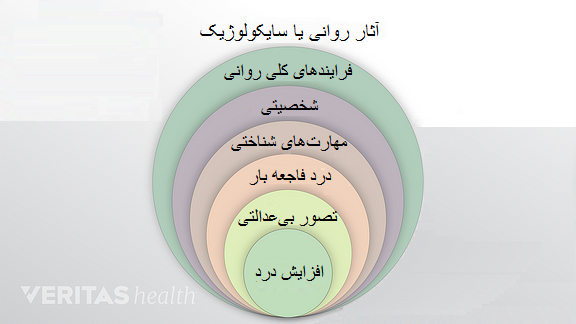
نمودار تأثیرات روانی یا سایکولوژیک درد مزمن

درد مزمن می‌تواند آبشاری از فرایندهای روانی را مورد هدف قرار دهد و تغییراتی منفی در توجه، حافظه، یادگیری، خلق و خو، انگیزه و … داشته باشد. افراد مبتلا به درد مزمن میزان ابتلا به افسردگی بالاتری دارند. اگرچه ارتباط دقیق بین این دو بیماری به‌طور کامل مشخص نیست اما مطالعات نوروپلاستیک در سال ۲۰۱۷ نشان داد که مسیرهای حسی دردهای بدن همان مناطق مغزی را درگیر می‌کند که در مدیریت خلق و خو مؤثر است. درد مزمن در افراد مبتلا به آن، تفکر «ترس از بدتر شدن» ایجاد می‌کند که باعث کاهش فعالیت بدنی و پیامدهایی از قبیل اضافه وزن، فشار خون، دیابت و غیره می‌شود. شدت درد، کنترل درد و انعطاف‌پذیری در برابر درد می‌تواند تحت تأثیر سطوح و انواع مختلفی از حمایت اجتماعی که فرد مبتلا به درد مزمن دریافت می‌کند، قرار بگیرد؛ همچنین سطح اجتماعی شخص مبتلا نیز در این عوامل نقش حیاتی ایفا می‌کند.
برخلاف درد حاد، درد مزمن معمولاً سودمند واقع نمی‌گردد و کاهش کیفیت زندگی، تقلیل توانایی‌های کارکردی و همچنین تضعیف سلامت روح و روان، روابط میان فردی و وضعیت مالی را در پی خواهد داشت. از دیگر تأثیرات درد مزمن می‌تواند به تغییرات اشتها، اختلال خواب، کند شدگی روانی–حرکتی، کج‌خلقی و اجتماع زدگی اشاره نمود.

#### تأثیر شخصیتی
دو مورد از شایع‌ترین مشخصات شخصیتی که در افراد مبتلا به درد مزمن، توسط پرسشنامه شخصیت چند محوری مینه سوتا (MMPI) مشخص شد، «تبدیل V» و «سه گانهٔ روان رنجور» است. شخصیت «تبدیل V» نگرانی مبالغه آمیزی را در مورد ناتوانی بدن گزارش می‌کند؛ افراد دارای فاکتور شخصیتی «تبدیل V» علائم تشدید شدهٔ جسمانی را در پاسخ به استرس نشان داده‌اند، این افراد اغلب در تشخیص حالت‌های عاطفی خود از جمله افسردگی ناتوان هستند. شخصیت «سه گانهٔ روان رنجور» نیز مانند دیگر فاکتور شخصیتی، ناتوانی ذهنی بدنی و علائم تشدید شدهٔ جسمانی مرتبط با استرس را نشان می‌دهد؛ تفاوت این فاکتور شخصیتی با فاکتور شخصیتی «تبدیل V» در میزان بیان شدهٔ شدت درد و شکایت بیمار از ضعف بدنی ناشی از درد خود است.
برخی از محققان بر این باورند، یکی از دلایل تبدیل درد حاد به مزمن روان رنجوری است، اما تحقیقات بالینی خلاف این مسئله را نشان می‌دهد؛ این تحقیقات تأثیر مستقیم درد مزمن، ایدز، دیابت و دیگر بیماری‌های مزمن را بر شکل‌گیری روان رنجوری مشخص نمود. نتایج به دست آمده حاکی از آن است، زمانی که درد طولانی مدت مزمن به وسیلهٔ شیوه‌های درمانی (به خصوص دارو درمانی) تسکین یا درمان می‌شود، نمرات شخصیتی «سه گانهٔ روان رنجور» و اضطراب کاهش چشمگیری می‌یابد و اغلب به سطح طبیعی خود می‌رسد. عزت نفس، که دیگر معقولهٔ شخصیتی است و اغلب در افراد مبتلا به درد مزمن پایین است، با درمان و تسکین درد افزایش قالب توجهی می‌یابد.
تحقیقات دیگری شواهدی مبنی بر تأثیر «درد فاجعه بار» در تجربه ذهنی درد نشان داده‌است. درد فاجعه بار عبارت است از تمایل به توصیف یک تجربه درد با مبالغه دربارهٔ میزان و حدود درد و فکر کردن زیاد در مورد آن یا احساس درماندگی در زمان بروز. افرادی که در معیارهای درد فاجعه بار نمره بالایی کسب می‌کنند، احتمالاً تجربه درد را شدیدتر از افرادی که در چنین معیارهایی نمره پایینی به دست می‌آورند، بیان می‌کنند. اغلب استدلال می‌شود که گرایش به درد فاجعه بار باعث می‌شود که فرد درد را شدیدتر تجربه کند، یکی از دلایل این است که تغییر توجه، پیش‌بینی و افزایش پاسخ‌های احساسی به درد، بر درک درد و تغییر انعطاف‌پذیری عصبی تأثیر می‌گذارد. با این حال، حداقل برخی از جنبه‌های درد فاجعه بار ممکن است حاصل یک تجربه درد شدید باشد، نه علت آن؛ به این معنا که هرچه شدت درد برای فرد بیشتر باشد، احتمال اینکه تعریف آن با تعریف درد فاجعه بار مطابقت داشته باشد، بیشتر است.

#### همزمانی با دیگر بیماری‌های روانی
افرادی که از اختلال استرس پس از سانحه (PTSD) رنج می‌برند، همواره با درد مزمن شدیدی در ناحیهٔ بدنی دچار حادثه رو به رو هستند، این طیف تأثیرات روانی با اثر بر محرک‌های روان شناختی و ناقلان عصبی، تغییرات اساسی و تحریکی را در اعصاب آسیب دیده در زمان حادثه ایجاد می‌کند. بیمارانی که هم از PTSD و هم از درد مزمن رنج می‌برند، شدت درد را به میزان قابل توجهی بیشتر از کسانی که مبتلا به PTSD نیستند، گزارش می‌کنند.

#### ادراک بی‌عدالتی
مطالعات صورت گرفته نشان می‌دهد که مانند اثرات مخرب درد فاجعه بار، «تصور بی عدالتی» نیز در شدت و مدت درد مزمن تأثیر گذار باشد. تصور بی عدالتی ناشی از درد، ارزشیابی شناختی است که توسط روان شناسان به کار می‌رود؛ این ارزشیابی منعکس کننده تصور بیمار دربارهٔ شدت درد و غیرقابل جبران دانستن آسیب یا درد است، به عنوان مثال، «من فقط می‌خواهم زندگی ام را برگردانم.» این بیماران بروز آسیب یا درد را ناشی از عامل بیرونی دانسته و آن را بی عدالتی قلمداد می‌کند، به عنوان مثال، «من فقط به دلیل سهل انگاری دیگران باید این درد را تحمل کنم.» ادراک بی‌عدالتی نه تنها در بهبود جسمانی پس از آسیب، تداخل ایجاد می‌کند می‌تواند منجر به کاهش روند مثبت توانبخشی و روان‌درمانی شود و مشکلات روانی که ممکن است پس از آسیب‌های تروماتیک به وجود بیاید را ایجاد می‌کند. اگرچه تحقیقات هنوز به فرآیندی‌هایی که توسط آن ادراک از بی‌عدالتی به‌طور سیستماتیک بر پیامدهای مرتبط با درد تأثیر می‌گذارد، نپرداخته‌اند اما پیامدهای پیش‌بینی شده می‌تواند شامل مشکلات عدم توجه، پریشانی عاطفی، مقابله ناسازگار، نمایش شدید رفتار درد، خشم و انگیزه‌های انتقام باشد. پیشنهاد شده‌است که برای درک این مشخصهٔ روانی و درمان آن از طراحی بالا به پایین و ارزیابی شناختی استفاده شود.

#### حمایت اجتماعی
حمایت اجتماعی پیامدهای مهمی برای افراد مبتلا به درد مزمن دارد. به‌طور خاص، شدت درد ، کنترل درد و انعطاف‌پذیری به درد به عنوان پیامدهای تحت تأثیر سطوح و انواع مختلف حمایت اجتماعی شناخته می‌شوند. بیشتر این تحقیقات بر حمایت اجتماعی عاطفی، ابزاری، ملموس و اطلاعاتی متمرکز شده‌است. افرادی که شرایط درد مداوم دارند تمایل دارند به حمایت اجتماعی خود، به عنوان یک مکانیسم مقابله تکیه کنند، بنابراین وقتی بخشی از شبکه‌های اجتماعی و حمایتی بزرگتر هستند، نتایج بهتر درمانی خواهند داشت. در اکثر مطالعات انجام شده، ارتباط مستقیم و معنی داری بین فعالیت‌های اجتماعی یا حمایت اجتماعی و درد وجود دارد. سطوح بالاتر درد با کاهش فعالیتهای اجتماعی، سطوح پایین حمایت اجتماعی و کاهش عملکرد اجتماعی همراه بوده‌است.
تأثیرات اپیدمیک مانند شیوع کووید در سال ۲۰۱۹ تأثیرات عمده جسمانی، روانی، اقتصادی و اجتماعی در عموم مردم می‌گذارد. تغییر الگوهای معمول تعامل اجتماعی در دوره‌های اپیدمی شرایطی را که برخی از روانشناسان آن را دوره غم جمعی توصیف می‌کنند، ایجاد می‌نماید. یک مطالعه نشان داد با توجه به اینکه بخش زیادی از جمعیت جهان دوره‌های طولانی انزوای اجتماعی و پریشانی را در بازه‌های اپیدمی تحمل می‌کنند، افراد مبتلا به درد مزمن در طول همه‌گیری از حمایت و همدردی بیشتری نسبت به گذشته، برخوردار می‌شوند.

#### تأثیر بر مهارت‌های شناختی
تأثیر درد مزمن بر مهارت‌های شناختی، موضوع کم تحقیقی است، اما چندین نتیجه آزمایشی و بالینی در این رابطه صورت پذیرفته‌است. اکثر افراد مبتلا به درد مزمن از اختلالات شناختی مانند فراموشی، مشکل در توجه و مشکل در انجام وظایف شکایت دارند. آزمایش‌ها نشان داده‌است که افراد مبتلا به درد مزمن اغلب اختلال در توجه، حافظه، انعطاف‌پذیری ذهنی، توانایی کلامی، سرعت پاسخگویی در یک مهارت شناختی و سرعت در انجام وظایف ساختار یافته، دارند. مروری بر مطالعات انجام شده در سال ۲۰۱۸، ارتباط افراد مبتلا به درد مزمن و نتایج غیرطبیعی در تست حافظه، توجه و سرعت پردازش را گزارش می‌کند.

## مدیریت و درمان

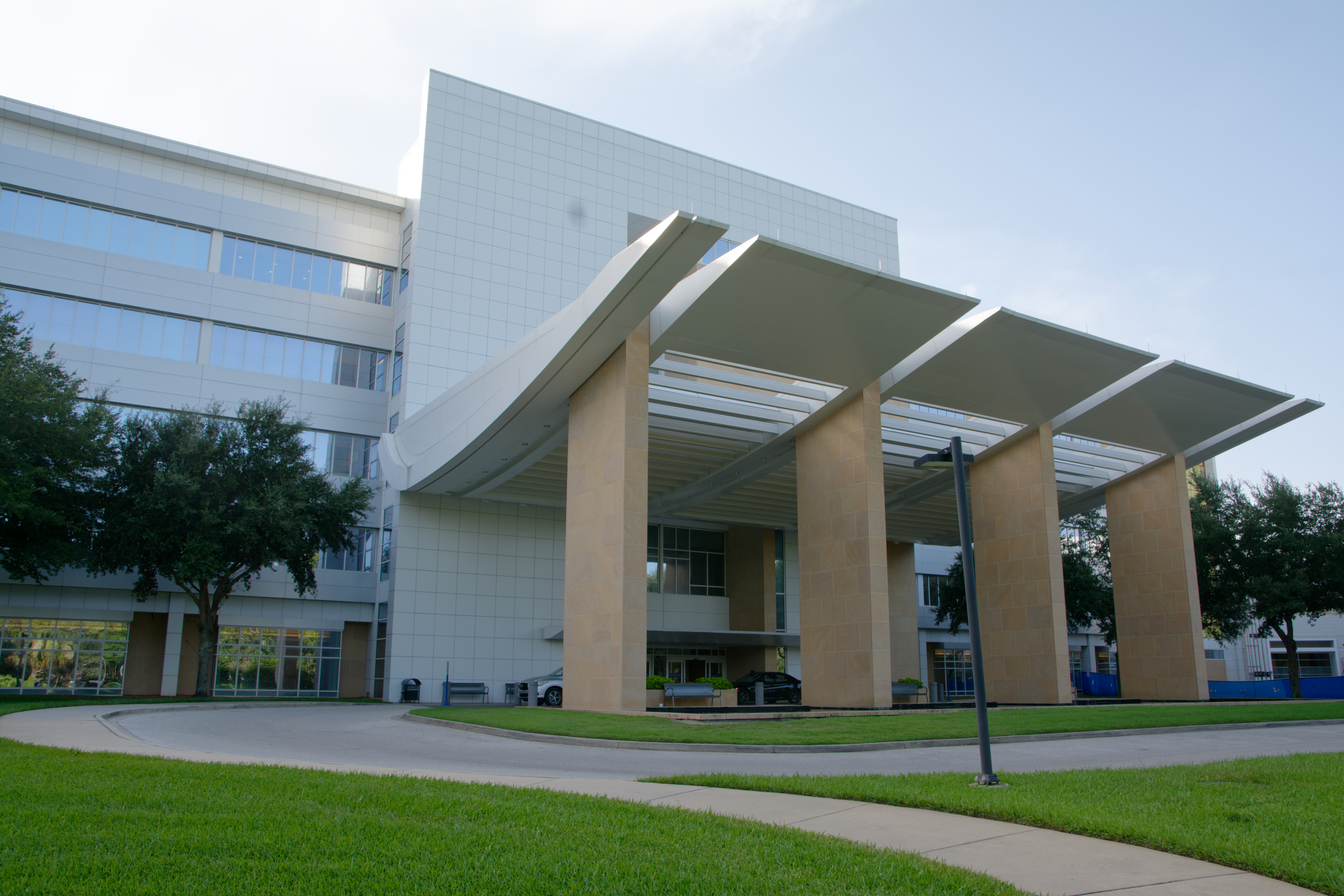
کلینیک‌های درد که مجموعه ای از پزشکان و متخصصان برای درمان دردهای حاد و مزمن در آن حضور دارند.

نحوه مدیریت یا درمان درد مزمن می‌تواند اثرات عمیق و طولانی مدتی بر کیفیت زندگی بیمار داشته باشد.مدیریت درد شاخه‌ای از پزشکی است که از رویکردی بین رشته‌ای استفاده می‌کند. این دانش مدیریتی، ترکیبی از مشاغل مختلف پزشکی و حرفه‌های مرتبط با سلامت را شامل می‌شود که برای تسکین درد و بهبود کیفیت زندگیِکسانی که با درد زندگی می‌کنند، می‌کوشند. تیم معمولی مدیریت درد شامل پزشکان (به ویژه متخصصان بیهوشی)، متخصصان درد، روانشناسان توانبخشی، فیزیوتراپیست‌ها، کاردرمانگران، دستیاران پزشک و پزشکان پرستار است. درد حاد معمولاً با تلاش یک پزشک برطرف می‌شود، با این حال، مدیریت درد مزمن اغلب به تلاش هماهنگ و مشترکِ تیم درمانی و متخصصان متعدد نیاز دارد.
از درمان‌های موجود برای این بیماری که اغلب به صورت ترکیبی انجام می‌گیرد می‌توان به دارو درمانی، رفتاردرمانی و فیزیوتراپی اشاره کرد که تأثیر فزاینده‌ای در کنترل این بیماری همه گیر دارند. بررسی‌ها نشان می‌دهند درمانِ ترکیبی در مقایسه با یک درمان به تنهایی، کاهش بیشتر و قابل توجهی در مقیاس درد در بیماران دارد. رژیم دارویی بیمار باید به گونه‌ای ارزیابی شود که از هرگونه تداخل دارو که ممکن است توسط چند متخصص پدید آید، جلوگیری کند. پاسخ درمانی می‌تواند بین افراد متفاوت باشد، اما درمان معمولاً به صورت گام به گام انجام می‌شود تا فاصله زمانی و دوز مسکن‌های مصرفی مورد بررسی قرار بگیرد. با این حال، هیچ رویکرد منحصر به فردی برای درمان درد در همه بیماران وجود ندارد. بهبود کامل و طولانی مدت بسیاری از دردهای مزمن به ندرت رخ می‌دهد و محققان در تلاش‌اند تا راهکارهای بهبود کامل دردهای مزمن را بیابند.

### دارو درمانی
دارو درمانی نسبت به سایر روش‌های درمانی ساده‌تر، سریع‌تر اما با عوارض جانبی بیشتر است. طیف وسیعی از انواع داروهای اپیوئیدی و غیر اپیوئیدی برای کنترل و درمان درد مزمن مورد استفاده قرار می‌گیرد. داروهایی مانند داروهای ضدافسردگی سه حلقه ای، مهارکننده‌های بازجذب سروتونین-نور اپی نفرین (SNRI’s) و برخی از داروهای ضد تشنج برای رفع درد مزمن وجود دارند که عموماً برای درمان افسردگی و بیماری‌های روانی همبود نیز استفاده می‌شوند. در زنان مبتلا به درد مزمن، داروهای هورمونی مانند قرص‌های ضدبارداری نیز ممکن است مفید واقع گردد. گاهی درمان‌های رایج و معمول کارساز نبوده و پزشکان، درمانی مختص به ویژگی‌های نوروژنیک آن فرد (وابسته به ژن) تجویز می‌کنند. مسکن‌های موضعی، شل کننده‌های عضلانی، برخی از آنتاگونیست NMDA و آگونیست‌های گیرنده آلفا-۲ آدرنرژیک نیز برای درمان دارویی استفاده می‌شوند.

#### غیر اپیوئیدی

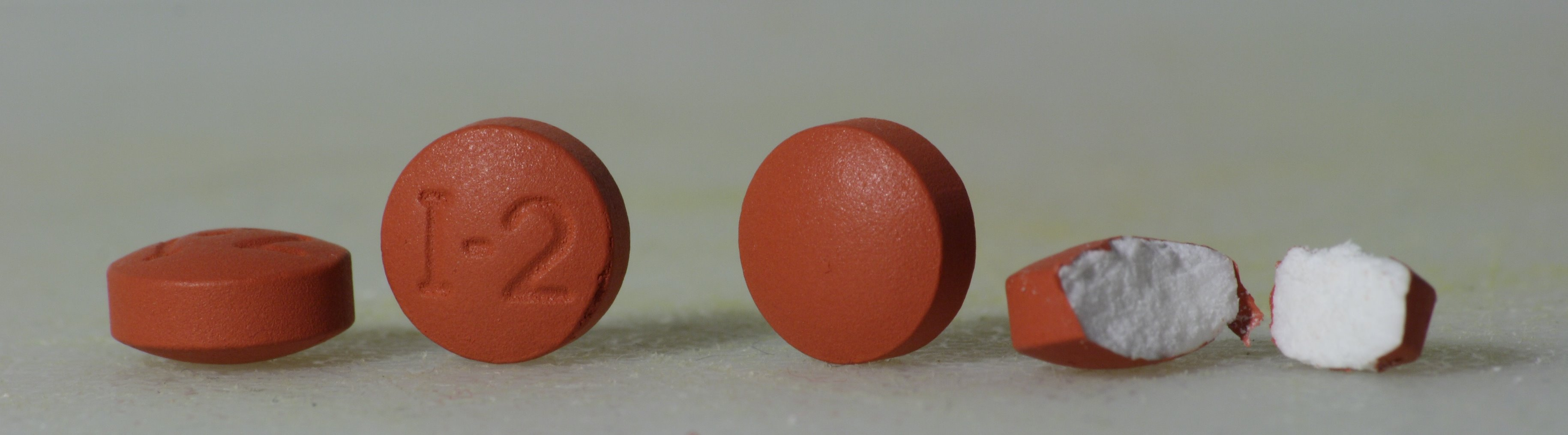
نمونهٔ داروهای ضد التهاب غیر استروئیدی

از داروهای پر استفادهٔ غیر اپیوئیدی می‌توان به آسپرین، ایبوپروفن، استامینوفن، ناپروکسن و داروهای ضدالتهاب غیراستروئیدی (NSAIDs) اشاره کرد. این داروها عموماً برای تسکین دردهای خفیف‌تر و در مرحله اول درمان مورد استفاده قرار می‌گیرند. بسته به اینکه درد، نوسیسپوتیو است یا نوروپاتیک (درد ناشی از یک سیستم عصبی آسیب دیده یا ناکارآمد)، می‌توان از داروهای دیگر غیر اپیوئیدی استفاده کرد. شواهد محدودی وجود دارد که نشان می‌دهد درد سرطانی و درد مزمن ناشی از آسیب بافتیِ ایجاد شده در بیماری (به عنوان مثال آرتریت روماتوئید) با داروهای اپیوئیدی بهتر درمان می‌شود اما برای دردهای نوروپاتیک، داروهای غیر اپیوئیدی می‌توانند مؤثر تر واقع گردند. یک دارویی ضد التهاب غیر استروئیدی ممکن است اثر محدودی بر درد بیمار داشته باشد در حالی که نوع دیگری آن می‌تواند برای تسکین درد کافی باشد و آزمودن انواع مختلفی از غیر اپیوئیدها قبل از رجوع به داروهای اپیوئیدی توصیه می‌شود. برخی از داروهای ضد روان پریشی، مانند اولانزاپین، نیز ممکن است برای کنترل درد مزمن مؤثر باشند، اما شواهد برای اثبات این امر در مراحل اولیه قرار دارد. همچنین مصرف NSAIDها در بیمارانی که دارای سابقه بیماری قلبی یا آنفارکتوس میوکارد یا بیماری‌های کلیوی هستند، منع مصرف دارند.

#### اپیوئیدی
داروهای اپیوئیدی قدرتمند تر بوده و در موارد شدیدتر درمانند درد سرطانی به دلیل ناکارآمدی داروهای غیر اپیوئیدی، استفاده می‌شود؛ این داروها اثر مستقیمی بر دستگاه عصبی دارند. مورفین، کدئین، ترامادول، داروهای ضد صرع (گاباپنتین یا پرگابالین) مثالی از داروهای اپیوئیدی هستند که می‌توانند برای درمان درد مزمن مفید باشند.

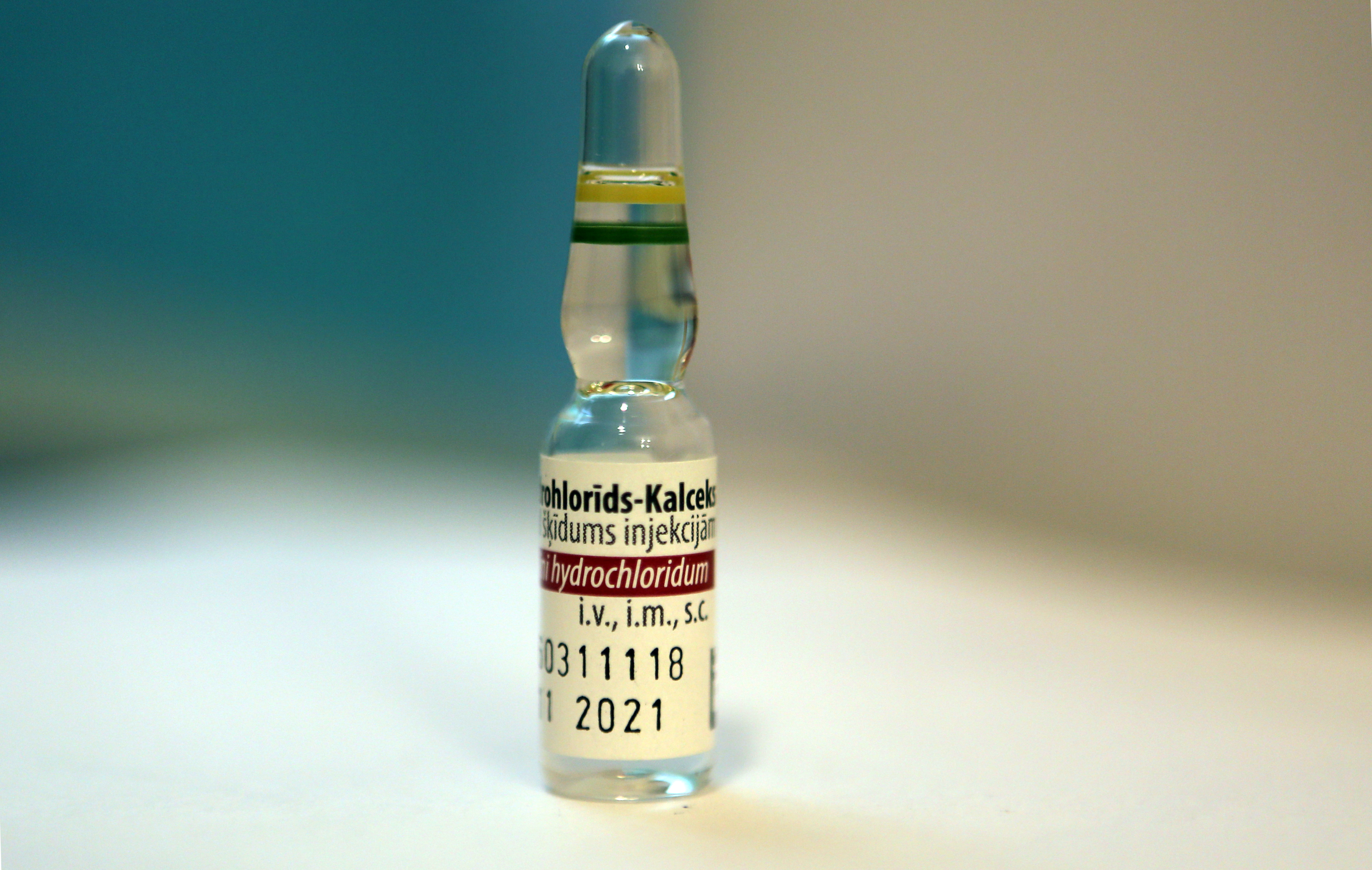
داروی مورفین، یک داروی اپیوئیدی برای تسکین دردهای شدید است.

برای دردهای متوسط مخلوطی از داروهای اپیوئیدی و غیر اپیوئیدی تجویز می‌شود. اپیوئیدها در کنار از بین بردن درد باعث ایجاد سرخوشی نیز می‌شود، گرچه اپیوئیدها برای تسکین درد بسیار مؤثر هستند اما باعث آسیب‌های احتمالی شامل کاهش تولید هورمون جنسی، هیپوگنادیسم، ناباروری، اختلال سیستم ایمنی بدن، پوکی و شکستگی استخوان در افراد مسن، سندرم ترک نوزاد، مشکلات قلبی-تنفس، اختلال خواب، هایپرآلژزی ناشی از مواد مخدر، سرکوب سیستم تنفسی و مهم‌تر از همه اعتیاد قوی و بیش مصرفی به این داروها می‌شوند، به همین علت بیشتر پزشکان برای دردهای خفیف تر ترکیبی از غیر اپیوئیدها و رفتاردرمانی را به بیماران پیشنهاد می‌دهند. پیش‌بینی هدف فردی که مدعی درد مزمن شدید است و تقاضای داروی اپیوئیدی دارد، دشوار بوده زیرا این داروها در برخی بیماران اعتیاد ایجاد می‌کند و این افراد تنها به منظور رفع وابستگی خود به پزشک مراجعه می‌کنند. افرادی که سابقهٔ بیماری روانی یا مشکلات ناشی از درد را ندارند، در صورت مصرف اپیوئیدهای قوی می‌توانند مجرم شناخته شوند. در افراد مبتلا به سوء مصرف اپیوئید، متوقف کردن یا کاهش استفاده از آن‌ها ممکن است نتایج حاصل اعتیاد را بهبود بخشد. برخی از افراد علامت اعتیاد به دارو را بروز نمی‌دهند و گاهی نیز از طریق داروهای اپیوئیدی درمان می‌شوند.
تمرکز اصلی دارو درمانی سازوکارهای دستگاه عصبیست؛ برای مثال آسپرین تولید پروستاگلاندین‌ها را متوقف می‌کند و باعث کاهش درد می‌شود یا داروهای اپیوئیدی، سازوکار انتقال سیگنال درد را به نخاع و مغز مختل می‌کنند.

### رفتار درمانی
نوع خفیف‌تر این بیماری را با روش‌های القای ذهنی، القای آرامش، رفتار درمانی-شناختی یا بیوفیدبک کنترل و باعث کاهش تنش عضلانی و درمان می‌شوند. این نوع درمان برای مدیریت پیامدهای اساسی درد مزمن بسیار کار آمد است (مدیریت در مضامینی مانند:خلق و خو، انگیزه، ادراک و حافظه) و هیچ گونه عوارض جانبی نیز به دنبال ندارد. درمان‌های روانشناختی، از جمله درمان شناختی-رفتاری و پذیرش/تعهد درمانی می‌توانند برای بهبود کیفیت زندگی و کاهش تداخل درد، مفید باشند. رویکردهای درمان مبتنی بر ذهنیت، مختصر استفاده شده‌است؛ اما هنوز به عنوان یک درمان خط اول توصیه نمی‌شود. اثربخشی مدیریت درد مبتنی بر ذهن آگاهی(MBPM) توسط طیف وسیعی از مطالعات اثبات شده‌است.
در میان افراد مسن و بزرگسالان درمان‌های روانشناختی می‌تواند به کاهش درد و بهبود خود کارامدی در مدیریت درد کمک کنند. درمان‌های روانشناختی نیز در کودکان و نوجوانان مبتلا به سردرد مزمن یا بیماری‌های مرتبط با درد مزمن مؤثر بوده‌است. درد مزمن می‌تواند بر سازکار پاداش دهی مغز اختلال ایجاد کرده و زمینه‌ساز مشکلات روانی شود که در آن انعطاف‌پذیری مدارهای عصبی مسئول تغییرات ظریف در طول زمان است. درمان شناختی-رفتاری که یکی از مهم‌ترین درمان‌های استفاده شده در بیماری‌های روانی است می‌تواند در بهبود فرآیندهای عاطفی تغییریافته، از جمله کاهش پاسخ‌های لذت‌بخش یا افزایش پاسخ‌های افسرده‌کننده، همراه با درد مزمن، کمک کند.
در حالی که بررسی‌ها نشان می‌دهد ورزش به عنوان یک روش برای کاهش درد مزمن سودمند است، محققان پیش‌بینی کرده‌اند برای افرادی که با درد مزمن زندگی می‌کنند، ورزش‌ها غیراصولی و توصیه نشده به عوارض جانبی منجر شود.

### فیزیوتراپی
فیزیوتراپی عصبی، یک زمینه متمرکز بر افرادی است که دارای اختلال عصبی یا بیماری مرتبط با آن هستند. فیزیوتراپی عصبی را نوروفیزیوتراپی یا توانبخشی عصبی نیز می‌نامند؛ این موارد می‌تواند شامل سکته مغزی، دردهای مزمن (مانند کمردرد، سردرد، درد زانو، درد ماهیچه و …)، بیماری آلزایمر، بیماری شارکو ماری توت (CMT)، اسکلروز جانبی آمیوتروفیک (ALS)، آسیب مغزی، فلج مغزی، ام اس، بیماری پارکینسون، فلج صورت و آسیب نخاعی باشد. اختلالات شایع مرتبط با شرایط عصبی شامل اختلال در بینایی، تعادل، فعالیت‌های روزمره، حرکت، قدرت ماهیچه‌ها، سرگردانی و از دست دادن استقلال عملکردی است.

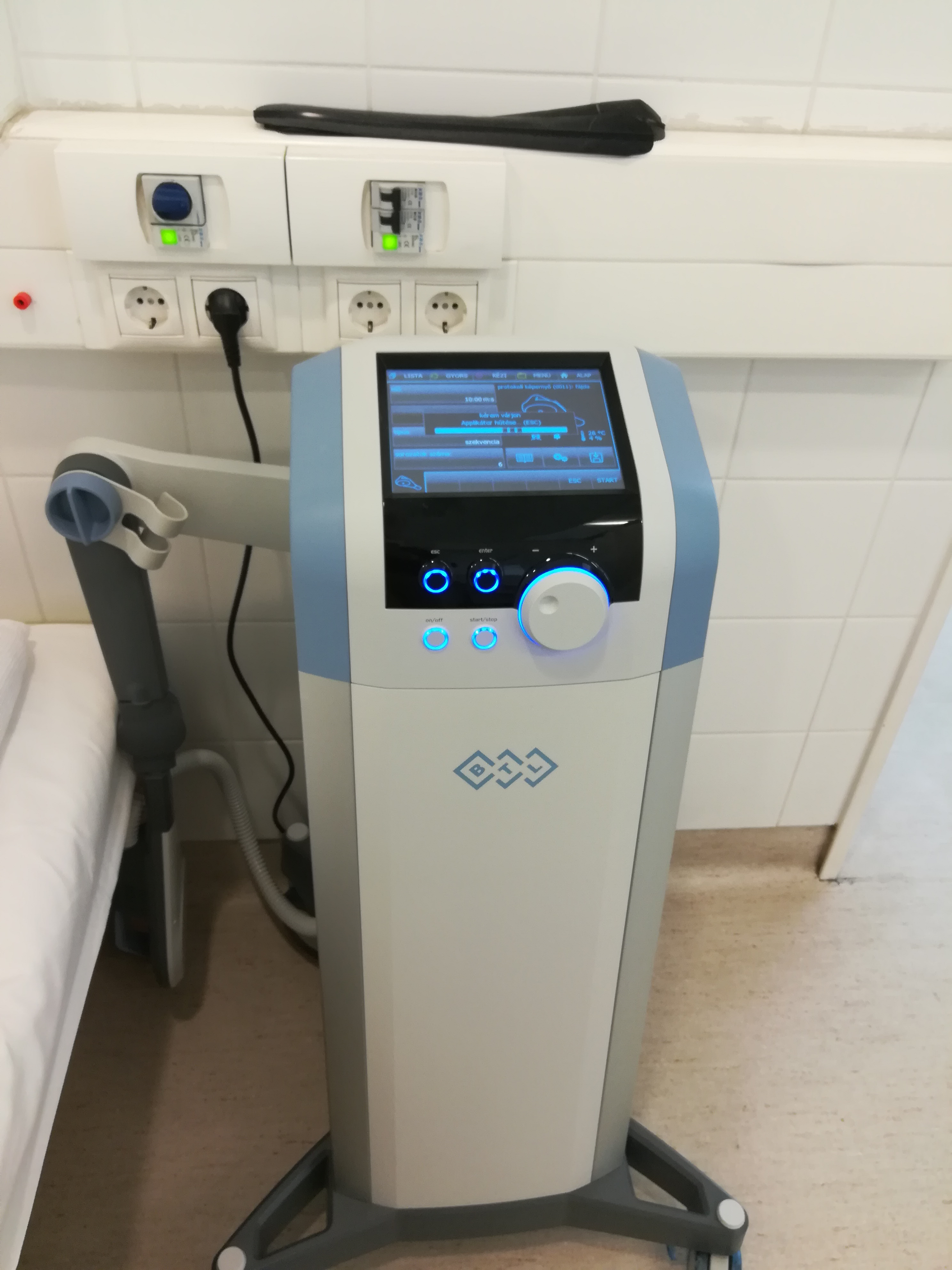
دستگاه مخصوص الکتروتراپی

تکنیک‌های فیزیوتراپی عصبی گسترده هستند و اغلب نیاز به آموزش تخصصی دارند؛ این تکنیک‌ها شامل تمرین درمانی، الکتروتراپی و فعالیت‌های درمان با دست می‌شود. برای درمانگران عصبی توصیه می‌شود که هنگام ارائه درمان فیزیکیِ اختلالات حرکتی با روانشناسان نیز همکاری کنند. این امر بسیار مهم است زیرا ترکیب فیزیوتراپی و روان درمانی می‌تواند وضعیت عصبی بیماران را بهبود بخشد.
شاخهٔ دیگر از فیزیوتراپی به سلامت و مسائل زنان مانند دستگاه تناسلی زنان، تولد نوزاد و زایمان می‌پردازد. این شرایط می‌تواند شامل دردهایی ناشی از پوکی استخوان، درد لگن، درد قاعدگی، دردهای مزمن قبل و پس از زایمان شود.
یک بررسی سیستماتیک از بیماران مبتلا به آسیب مغزی، اختلالات اسکلتی-عضلانی، بیماری‌های قلبی نشان داد که تعامل بین بیمار و درمانگر فیزیوتراپ با نتیجه درمان ارتباط مثبت دارد. نتایج افزایش توانایی انجام فعالیتهای روزمره، مدیریت درد، انجام وظایف خاص عملکرد فیزیکی، کاهش افسردگی، ارزیابی سلامت جسمانی، پایبندی و رضایت از درمان را نشان می‌دهد. فیزیوتراپی، همانند رفتار درمانی، برای دردهای مزمن خفیف یا به صورت مکمل با دارو درمانی استفاده می‌شود تا تأثیرات سایکولوژیک و آناتومیک درد کاهش یابد.

### پزشکی جایگزین
پزشکی جایگزین به شیوه‌های درمانی یا محصولاتی که برای درمان درد یا بیماری استفاده می‌شود، اشاره دارد که لزوماً بخشی از درمان‌های متعارف نیستند و به گونهٔ علمی شواهد تأثیر آن ثابت نشده‌است؛ هنگام برخورد با درد مزمن، این شیوه‌ها به‌طور کلی به چهار دسته زیر تقسیم می‌شوند:
- بیولوژیکی
- ذهنی-بدنی
- ماساژ درمانی
- پزشکی انرژی

پیاده‌سازی تغییرات غذایی، که به عنوان یک روش پزشکی جایگزین مبتنی بر زیست‌شناسی محسوب می‌شود، نشان داده به بهبود علائم درد مزمن در طول زمان کمک می‌کند. اضافه کردن مکمل‌ها به رژیم غذایی یک توصیهٔ رایج در تلاش برای از بین بردن درد مزمن است، برخی از مکمل‌های مورد مطالعه بیشتر، عبارت اند از:ویتامین E، استیل-ال کارنیتین و آلفا لیپوئیک اسید. در بین مکمل‌های عنوان شده ویتامین E بیشترین بررسی را در بین محققان داشته‌است، شواهد قوی حاکی از آن است که ویتامین E به کاهش مشکلات عصبی در مبتلایان به سرطان، مولتیپل اسکلروزیس و بیماری‌های قلبی-عروقی کمک می‌کند.
انواع هیپنوتیزم، از جمله هیپنوتیزم درمانی، دارای شواهد پیش‌بینی شده‌ای برای درمان درد مزمن است. هیپنوتیزم، به‌طور خاص، می‌تواند باعث کاهش درد برای اکثر مردم شود و ممکن است یک جایگزین امن برای دارو درمانی باشد. البته شواهد، درمان به وسیلهٔ هیپنوتیزم را برای درد مزمن ناشی از آسیب نخاعی تأیید نمی‌کند.
مطالعات ابتدایی نیز وجود دارد که ،ماری‌جوآنا برای درمان دردهای نوروپاتیک و نه برای درمان دردهای طولانی مؤثر است؛ تحقیقاتی که از سال ۲۰۱۸ تا کنون انجام شده‌است، اثربخشی آن در درمان درد نوروپاتیک یا دردهای مرتبط با بیماری‌های روماتیسمی را تا حد اندکی نشان داده‌است.
در مطالعه ای که بر روی ترکیبات شبه اعتیاد آورد جهت بررسی تأثیر آن بر درمان درد مزمن غیر سرطانی صورت گرفت، در مراحل اولیه مشخص کرد که کانابینوئیدها نمی‌توانند برای درمان درد مزمن بسیار مؤثر باشند؛ با این حال، تحقیقات دقیق تری برای رد یا اثبات اثرپذیری داروهای مبتنی بر شاهدانه یا کانابیس مورد نیاز است.
بررسی‌های آناتومیک بر روی ورزش تای‌چی‌چوان نشان داده شده‌است که این ورزش باعث بهبود درد، سفتی ماهیچه و همچنین افزایش کیفیت خلق و خو در شرایط مزمن مانند استئوآرتریت، کمردرد خفیف و پوکی استخوان می‌شود. طب سوزنی نیز یک درمان مؤثر و ایمن در کاهش درد و بهبود کیفیت زندگی در مبتلایان به بیماری‌های مرتبط با درد مزمن از جمله سندرم درد مزمن لگن است.
آب گرم درمانی به‌طور بالقوه می‌تواند درد را در بیماران مبتلا به کمردرد مزمن بهبود بخشد، اما همچنان مطالعات بیشتری برای ارائه شواهد مبنی بر این مسئله مورد نیاز است.
برخی از مطالعات نیز که جنبهٔ بیولوژیکی و گیاه درمانی دارد مواردی از درمان بیماری‌های عصبی توسط جوز هندی را نشان داده‌است اما همچنان در حال بررسی و صحت سنجی می‌باشد تا عمق اثر بخشی این گیاه مشخص شود.
دیگر درمان پیشنهاد شده نوار درمانی الاستیکی است که بعد از تحقیقات و بررسی تأثیرات آن مشخص شد این گونه نوارها حتی دردهای کوتاه مدت را نیز درمان نمی‌کنند و نقشی در کنترل و درمان دردهای مزمن ندارند.

#### درمان‌های جدید

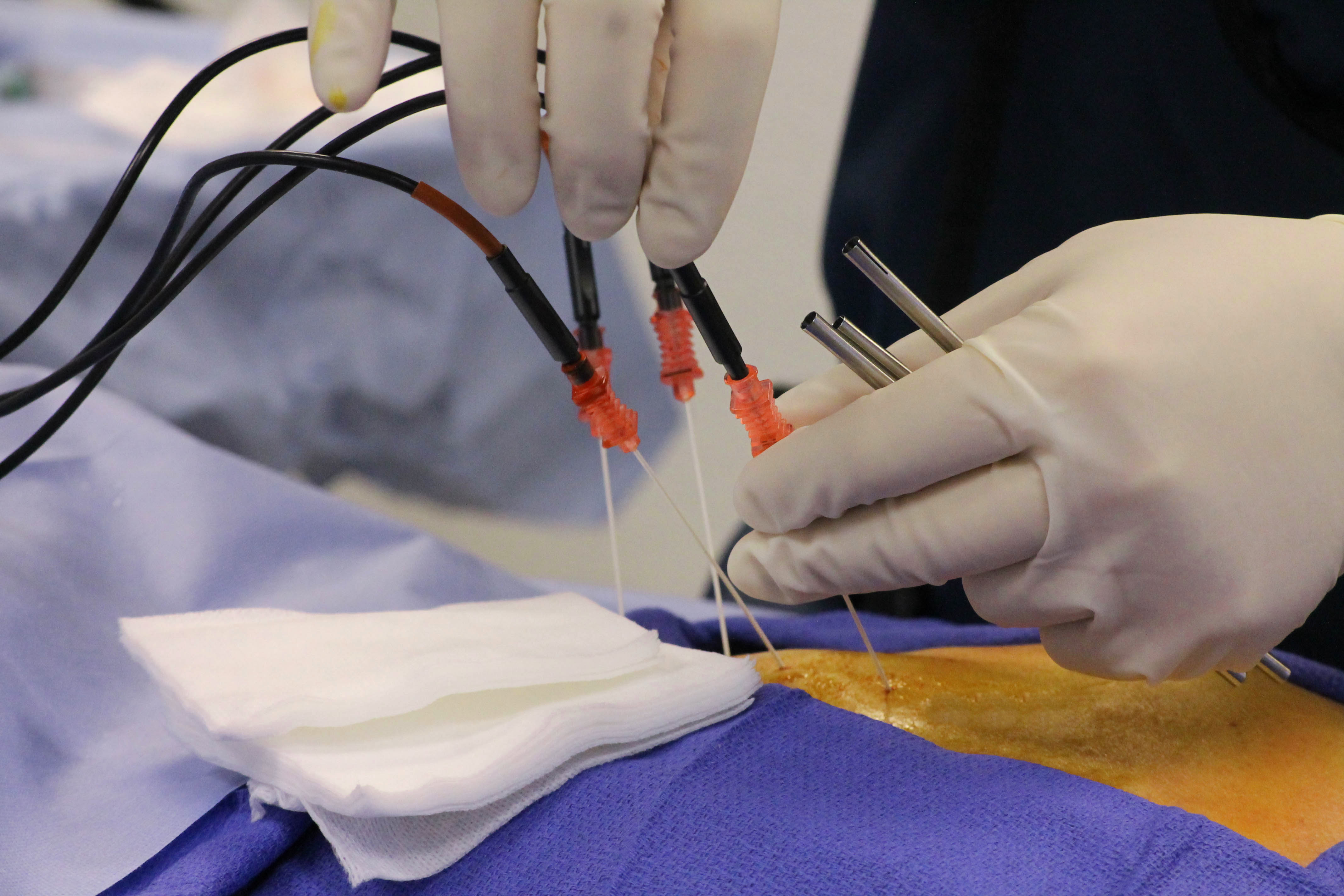
تزریق بلوک‌های نورولپتیک (بلوک‌های عصبی)

از درمان‌های مداخله ای و جدید که اغلب در مراحل اولیهٔ پژوهش هستند می‌توان به تکنیک‌هایی مانند تزریق در نقاط ماشه ای، بلاک‌های نورولپتیک و پرتودرمانی اشاره کرد؛ در حالی که هیچ شواهد باکیفیتی برای پشتیبانی از تأثیر سونوگرافی در بهبود درد مزمن وجود ندارد، مشخص شده‌است که تأثیر کمی در بهبود عملکرد کمردرد مزمن غیر اختصاصی دارد. تحریک مغناطیسی فرا جمجمه ای نیز یکی از تحقیقات نو ظهور برای درمان این بیماری می‌باشد؛ اما همچنان تأثیرات آن بر بخش‌های مغز به خوبی مشخص نشده‌است و بر اساس یافته‌های به دست آمده تنها برای درمان دردهای خفیف و کوتاه مدت مؤثر واقع می‌شود. یکی دیگر از شیوه‌های در حال تحقیق انتشار مایوفاشیال در سطح اندام‌های بدن است که در برخی بیماری‌ها مانند فیبرومیالژیا، کمردرد مزمن و بیماری آرنج تنیس‌بازان مورد استفاده قرار گرفته، اما این روش هم مانند دیگر روش‌های درمانیِ در حال بررسی، شواهد کامل و موثقی در مؤثر بودنش وجود ندارد. بلوک‌های نورولپتیک نیز روشی است که در آن با تزریق مادهٔ شیمیایی یا فرایندهای دیگر مانند برش نورونی، قطع عصب، گرم کردن یا سرد کردن رشته عصبی، در ارسال پیام الکتریکیِ درد، رخنه صورت می‌دهند تا پیام‌های درد به مغز مخابره نشود، این عمل با وجود پیشرفت‌هایی که در شیوهٔ جراحی و تولید دستگاه‌های جدید داشته‌است همچنان ممکن است خطرناک بوده و آسیب‌های آناتومیکی را به دنبال داشته باشد. البته یک بررسی در سال ۲۰۱۵ نشان داد استفاده از این ترکیب در افرادی که از سلامتی نسبی برخوردارند مشکلی ایجاد نمی‌کند.

## پیش‌آگهی
درد مزمن منجر به کاهش قابل توجه کیفیت زندگی، کاهش بهره‌وری، کاهش دستمزد، بدتر شدن دیگر بیماری مزمن و اختلالات روانی مانند افسردگی، اضطراب و اختلال سوءمصرف مواد می‌شود. بسیاری از داروهایی که اغلب برای درمان درد مزمن استفاده می‌شوند، دارای خطرات و عوارض جانبی بالقوه و عوارض احتمالی مرتبط با استفاده از آنها هستند و مصرف دائم اپیوئیدها با کاهش طول عمر و افزایش مرگ و میر بیماران همراه است. استامینوفن که یک درمان دارویی استاندارد برای درد مزمن است، زمانی که بیش از چهار گرم در روز مصرف شود، می‌تواند سمیت کبدی را به همراه داشته باشد. علاوه بر این، دوزهای درمانی برای مبتلایان به بیماری‌های مزمن کبدی ممکن است مسمومیت کبدی را نیز ایجاد کند. خطرات و عوارض جانبی طولانی مدت مواد افیونی شامل یبوست، تحمل یا وابستگی دارویی، حالت تهوع، سوءهاضمه، آریتمی (طولانی شدن QT نوار قلب در درمان با متادون) و اختلال عملکرد غدد درون‌ریز که می‌تواند منجر به آمنوره، ناتوانی جنسی، ژنیکوماستی و کاهش انرژی شود. همچنین، خطر بیش‌مصرفی بیش از حد مواد افیونی، وابسته به دوز مصرفی توسط بیمار نیز وجود دارد.
درمان‌های فعلی درد مزمن می‌تواند منجر به کاهش ۳۰ درصدی درد شوند. کاهش ۳۰ درصدی درد می‌تواند عملکرد و کیفیت زندگی بیماران را به‌طور قابل توجهی بهبود بخشد. با این حال، پیش‌آگهی عمومی و طولانی مدتِ درد مزمن، کاهش عملکرد و کیفیت زندگی را نشان می‌دهد. همچنین سبب عوارض متعدد و مرگ و میر بیماران و همچنین افزایش نرخ دیگر بیماری‌های مزمن و چاقی می‌شود. به‌طور مشابه، بیمارانی که دچار درد مزمن می‌شوند و مصرف مواد افیونی نیاز دارند، اغلب به مرور زمان تحمل دارویی را تجربه می‌کنند و این افزایش مقدار دوز مصرفی، برای اثر دهی صحیح آن، عوارض جانبی و احتمال مرگ و میر بیمار را افزایش می‌دهد.
اختلالات روانی می‌توانند سیگنال‌های درد را تقویت کنند و علائم آن را شدیدتر کنند. علاوه بر این، اختلالات روانیِ همراه، مانند اختلال افسردگی اساسی، می‌تواند به‌طور قابل توجهی تشخیص اختلالات درد را به تأخیر بیندازد. اختلال افسردگی اساسی و اختلال اضطراب فراگیر شایع‌ترین بیماری‌های همراه مرتبط با درد مزمن هستند. مبتلایان به درد زمینه‌ای و اختلال روانی همبود در مقایسه با بیمارانی که چنین بیماری‌های همراهی ندارند، سالانه حدود دو برابر، داروی بیشتری توسط پزشک دریافت می‌کنند. بررسی‌ها نشان داده‌است هنگامی که بیماری‌های همبود به همراه درد مزمن وجود داشته باشند، درمان و بهبود یکی از این اختلالات می‌تواند در بهبود دیگر مؤثر واقع شود. بیماران مبتلا به درد مزمن در معرض خطر بیشتری برای خودکشی و افکار خودکشی هستند. تحقیقات، افراد درگیر با افکار خودکشی را تقریباً ۲۰٪ و بیماران مبتلا به درد مزمن که اقدام به خودکشی می‌کنند را بین ۵ تا ۱۴ درصد نشان داده‌است. از بیماران مزمنی که دست به خودکشی می‌زنند، ۵۳٫۶٪ در اثر جراحات ناشی از اسلحه و ۱۶٫۲ درصد به دلیل مصرف بیش از حد اپیوئیدها جان خود را از دست دادند.
یک رویکرد درمانی چندوجهی برای کنترلِ بهتر درد و نتایج و همچنین به حداقل رساندن نیاز به درمان‌های پرخطر مانند داروهای اپیوئیدی اهمیت دارد. مدیریت افسردگی و اضطراب همبود در کاهش درد مزمن بسیار مهم است. همچنین بیماران مبتلا به درد مزمن باید از نظر افسردگی شدید و هرگونه ایده و برنامه برای خودکشی به دقت تحت نظر باشند. ارجاع دوره‌ای بیمار به پزشک برای معاینه فیزیکی و بررسی اثر بخشی درمان، ۲ ضروری بوده و درمان و مدیریت سریع و صحیح درد مزمن می‌تواند از وقوع پیامدهای منفیِ بالقوه بر زندگی بیمار و افزایش هزینه‌های مراقبت‌های بهداشتی جلوگیری کند.

## همه‌گیرشناسی
طبق مطالعات درمانی، افراد دارای درد در نواحی پشت (کمر و ستون فقرات)، صورت، سر (درد میگرنی یا شدید) و اندام‌های حرکتی، بیشترین مبتلایان به درد مزمن محسوب می‌شوند. درد منطقه‌ای مزمن در ۱۱٫۱٪ از بیماران درد مزمن گزارش شده‌است، در حالی که کمردرد مزمن ۱۰٫۱٪، درد ساق و پا ۷٫۱٪، درد بازو و دست ۴٫۱٪ و سردرد ۳٫۵٪ موارد درد مزمن را شامل می‌شود. همچنین گزارش‌هایی از درد گسترده در ۳٫۶٪ از بیماران مبتلا به درد مزمن وجود دارد.

### آمار
مطالعات همه گیر و متعددی که در کشورهای مختلف صورت گرفته‌است، تفاوت‌های گسترده‌ای در نرخ شیوع دردهای مزمن از ۸ درصد تا ۵۵٫۲٪ درصد جامعه را گزارش داده‌اند. این مطالعات همچنین نشان داده به‌طور متوسط ۸٪ - ۱۱٫۲٪ از افراد در کشورهای مختلف از درد مزمن شدید رنج می‌برند. به دلایل نامعلوم از لحاظ جنسیتی در سطح جهان، آمار ابتلای زنان بیشتر از مردان گزارش شده‌است. درد مزمن هزینه‌ها و منابع بهداشتی زیادی در سراسر جهان حتی بیشتر از هزینه‌های مربوط به سرطان، دیابت و بیماری قلبی به خود اختصاص داده‌است، که شامل هزینهٔ مراقبت‌های پزشکی، معلولیت‌های ناشی از درد و بهره‌وری از دست رفته می‌شود. طی برآوردها در کشور آمریکا هزینه‌های مرتبط با این بیماری حدود ۵۶۰ تا ۶۳۵ میلیارد دلار عنوان شده‌است.
بر اساس برآوردهای صورت گرفته توسط انجمن توان‌بخشی و الکترودیاگنوز ایران، ۱۰ الی ۲۰ درصد ایرانیان (به‌طور متوسط ۱ نفر از هر ۶ نفر) به انواعی از درد مزمن مبتلا هستند و ممکن از با افزایش جمعیت سالمندان و کاهش نرخ رشد جمعیت این رقم افزایش قابل توجهی تا ۳۰٪ نیز داشته باشد. یک بررسی میدانی در سال ۱۳۹۰ نیز، ابتلای ۲۵٫۵٪ افراد به درد مزمن را نشان داد. این تحقیقات نرخ شیوع درد مزمن در افراد متأهل، خانه‌دار، بازنشسته، مستمری بگیر را بسیار بیشتر از سایر گروه‌های اجتماعی ارزیابی نمود و نقش الگوهایی مانند سن، وضعیت تحصیلی، افسردگی و اضطراب را در ابتلا به درد مزمن، نشان داد.
طبق یک بررسی آماری در ایالات متحده نشان داده شد، درد مزمن در حدود ۳۵ درصد از جمعیت را در بر می‌گیرد و تقریباً ۵۰ میلیون آمریکایی به دلیل درد مزمن، ناتوانی جزئی یا کلی بدنی را تجربه می‌کنند. به گفته آکادمی ملی پزشکی آمریکا، حدود ۱۱۶ میلیون آمریکایی با درد مزمن زندگی می‌کنند که نشان می‌دهد تقریباً نیمی از بزرگسالان آمریکایی دارای شرایط درد مزمن هستند؛ اما طبق برآورد صندوق می‌دی ۷۰ میلیون آمریکایی از درد مزمن رنج می‌برند که نسبت به دیگر مراکز آماری آماری پایین‌تر را گزارش می‌کند. در یک مطالعه اینترنتی در سال ۲۰۱۰ نیز، شیوع درد مزمن در ایالات متحده به میزان ۳۰٫۷٪ از جمعیت محاسبه شد، ۳۴٫۳٪ برای زنان و ۷٫۲۶٪ برای مردان. به‌طور متوسط، آمارهای به دست آمده در ایالات متحدهٔ آمریکا تقریباً ۱۰۰ میلیون نفر را در این کشور، مبتلا به درد مزمن گزارش می‌دهند.
در کانادا تخمین زده شده‌است که تقریباً ۱ نفر از هر ۵ نفر با ملیت کانادایی با درد مزمن زندگی می‌کنند و نیمی از این افراد از دردی ۱۰ سال یا بیشتر رنج می‌بردند. این تحقیقات نشان داد، کانادا یکی از پر آمارترین کشورها در ابتلا به درد مزمن است؛ این بیماری در زنان و جوامع بومی کانادا شایع‌تر است.

### نظرسنجی
طی یک نظرسنجی تلفنی گسترده از ۱۵ کشور اروپایی، ۱۹ درصد پاسخ دهندگان که بیش از ۱۸ سال سن داشتند، درد مزمنی به مدت بیش از ۶ ماه را تجربه می‌کردند، این افراد در مدت یک ماه حداقل یک بار و گاهی دو بار در هفته دچار درد شدید با مقیاس ۵ یا بیشتر می‌شدند (مقیاس محاسبهٔ میزان درد در این نظر سنجی از ۱، بدون درد، تا ۱۰، بدترین حالت درد، اندازه‌گیری شد). ۴۸۳۹ نفر از پاسخ دهندگان از درد مزمن رنج می‌بردند که از این تعداد ۶۶٪ شدت درد خود را در حدود متوسط ۵ الی ۷ و ۳۴٪ درد خود را ۸ الی ۱۰ عنوان کردند؛ ۴۶٪درد دائمی داشتند و ۵۶٪ درصد غیر دائمی؛ ۴۹٪نیز از دردی به‌طور متوسط ۲ الی ۱۵ ساله رنج می‌بردند.
در افراد شرکت کننده مبتلا به درد مزمن در این نظرسنجی ۲۱٪ افسردگی تشخیص داده شده‌است؛ ۶۱٪ توانسته‌بودند خارج از خانه به کار مشغول شوند، ۱۹٪ شغل شان را از دست داده و ۱۳٪ به دلیل اثرات دردشان تغییر شغل داده بودند؛ ۴۰٪ در مدیریت درد خود ناتوان بودند و تنها کمتر از ۲ درصد به متخصص مراجعه کرده بودند.
| وضعیت سلامتی             | آمار           | توضیحات                                                       | مقیاس    |
| ------------------------ | -------------- | ------------------------------------------------------------- | -------- |
| مبتلا به درد مزمن        | ۱۹٪(۴۸۳۹ نفر)  | حداقل ۱ بار در ماه و حداکثر ۲ بار در هفته رخ داده باشد        | بیش از ۵ |
| درد متوسط                | ۶۶٪(~۳۱۹۴ نفر) | ــ                                                            | ۵ الی ۷  |
| درد شدید                 | ۳۴٪(~۱۶۴۵ نفر) | ــ                                                            | ۸ الی ۱۰ |
| درد دائمی                | ۴۶٪(~۲۲۲۶ نفر) | درد پیوسته و همیشگی                                           | ۲ الی ۱۰ |
| درد غیر دائمی            | ۵۶٪(~۲۶۱۳ نفر) | درد ناپیوسته و موقعیتی                                        | ۲ الی ۱۰ |
| درد ۲ الی ۱۵ ساله        | ۴۹٪(~۲۳۷۱ نفر) | ــ                                                            | ۲ الی ۱۰ |
| وجود افسردگی ناشی از درد | ۲۱٪(~۱۰۱۶ نفر) | افراد مبتلا به درد مزمن احتمال ابتلا به افسردگی بالایی دارند. | ــ       |
| وضعیت شغلی               | آمار           | توضیحات                                                       |          |
| مشغول به کار             | ۶۱٪(~۲۹۵۱ نفر) | شاغل خارج از خانه به‌طور معمول                                 | ــ       |
| تغییر شغل                | ۱۹٪(~۹۱۹ نفر)  | ناشی از ابتلا به درد مزمن                                     | ــ       |
| از دست داده شغل          | ۱۳٪(~۶۲۹ نفر)  | ناشی از ابتلا به درد مزمن                                     | ــ       |
| بدون شغل                 | ۷٪(~۳۳۸ نفر)   | غیر شاغل یا محصل                                              | ــ       |

## واژه‌نامه
1. ↑  Nociceptive
2. ↑  Opioid and Non-Opioid
3. ↑  Nociceptor
4. ↑  Fascia
5. ↑  Prostaglandin
6. ↑  Somatotopic arrangement
7. ↑  Hyperalgesia
8. ↑  Astrocyte
9. ↑  Glial Cells
10. ↑  Edema Macula
11. ↑  Non-proliferative diabetic retinopathy
12. ↑  Varicella zoster virus
13. ↑  Verbal numerical rating scale
14. ↑  Brief Pain Inventory (BPI)
15. ↑  Short-form McGill Pain Questionnaire 2
16. ↑  Neuropathic pain scale
17. ↑  Beck's Depression Inventory
18. ↑  Neuroplastic
19. ↑  Traumatic
20. ↑  Rheumatoid arthritis
21. ↑  Hypogonadism
22. ↑  Hyperalgesia
23. ↑  Charcot–Marie–Tooth disease
24. ↑  Amyotrophic lateral sclerosis
25. ↑  Acetyl-L-carnitine
26. ↑  Cannabinoids
27. ↑  Osteoarthritis
28. ↑  Neuroleptic blocks
29. ↑  Fibromyalgia
30. ↑  Tennis elbow